# Селим III
Селим III (24. децембар 1761 — 28/29. јул 1808) био је турски султан у периоду 1789—1807.
Султан Селим III је дошао на власт у априлу 1789. године и поче одмах спроводити обимне реформе у целом Царству. Спроведене су и пореске реформе којима су и земљишни поседи увучени у систем, а реорганизација војске је била спроведена уз помоћ француских војних саветника. Упркос томе његове трупе у рату против Аустрије и Русије су више пута потучене. Селим III је полагао велику бригу на дипломатске односе са свим европским земљама, специјално са Француском. Добри односи према Французима били су и више него неопходни када је Наполеон извршио војни поход на Египат.
Султан је склопио савез са Енглезима како би се борбом супротставио Французима. Французи склопише у јануару 1800. године прекид борби са Османлијама, али Енглези прекршише уговорено савезништво и трупе султана се у марту морали након безуспешне борбе повући у пустињу. У марту 1802. године склопише Османлије и Француска мир у Амијену.
У Румелији Порта је морала да се бори са устанком, а такође у исто време у Србији је избио Први српски устанак под вођством Карађорђа. Београдско утврђење је пало 1807. године у руке српским устаницима.
Јањичари и остали противници реформи су сковали заверу против Селима III и у мају 1807. године су га свргнули са власти

## Начин владавине
Османско царство, које је крајем Средњега Века засновала једна турска султанска породица, бејаше сачувала своју грдно велику просторију: у Европи цело Балканско полуострво и на северној страни Дунава Румунију (то се укупно звало Европска Турска); — у Азији Малу Азију и земље на Еуфрату чак до Персије (Азијска Турска), Сирију и заштиту над Арабијом; — у Африци Египат и Триполи. Али је та царевина била растројена од XVII столећа и клонила се пропасти.
Као и у свима другим источњачким државама, тако је и ту била деспотска и неуређена владавина. Султан је имао и примењивао сву власт неограничено; али, како је он живео затворен у серају и није познавао државних послова, то је управа била остављена каквом везиру и старешинама појединих грана државне службе, који су бирани између његових љубимаца. Војска је била састављена од коњаника (спахија), који су живели на оним земљама које им је султан дао, и пешака (јаничара), подељених у 199 чета, смештених по цариградским касарнама. Али спахије нису више вршиле своју службу, а јаничари, уместо да се регрутују из султанових робова и да остану нежењени, стадоше се женити и своја места предавати својим синовима, који су их сматрали као наследну државну службу, а, уз то у исто време рађаху и по какав занат. То је била једна војска у време рата врло рђава, а у време мира врло немирна, која је држала султана као заробљеника у његовој престоници.
Свака је област имала свога војнога управника, послатога из Цариграда, који је имао сву власт и сад се називао паша. Паше бејаху султанови робови, и султан је могао наредити, да им се одсеку главе и да му се донесу у серај. Али је већина била купила своју област у султанових љубимаца, који су их постављали, и они, који су заповедали каквим одредом војске, бунили су се често против наредаба које су долазиле из Цариграда.
Финансије су остале онако незгодно уређене, као што су и пре биле: без правилнога рачуноводства, без протокола, хартије су се чувале у џаковима. Није ти ту било ни буџета; султан и његови љубимци узимали су из државне благајне колико хоће'| новаца. Није било ни финансијске (фискалне) управе; приходи, то јест порез на хришћане и Јевреје, дохотци са султанових добара и царина на трговинску робу, издавати су под закуп предузимачима, који су становништву узимали сво до голе душе.
Тим манама источњачке деспотске владавине Османско царство је придодало и узроке слабости, који су у тесној вези чисто с његовим карактером. То је било једно искључиво муслиманско царство. Султан је био наследио калифе, и он је био верски поглавар. Као и у свима муслиманским земљама, Коран је био једини, верски, грађански и политички закон. Држава је била потчињена цркви. Вера је била обавезна, и влада је смрћу кажњавала свакога муслиманина, који би се одрекао ислама. — Само су муслимани сачињавали османски народ. Али, противно средњевековним хришћанским државама, које су на свом земљишту трпеле само хришћане, муслимани су у својој средини трпели и невернике (хришћане и Јевреје). Ти неверници нису могли бити грађани, сматрали су се као нижи, лишени свих политичких права, изван закона, пошто је за царство закон био Коран. То је означавало име раја (стадо, гомила). Они су плаћали порез по главама (харач) и кулучили су, а нису примани ни у војску ни у државну службу.
Ту није било разлике по пореклу; кад Европљанин хришћанин, потомак побеђених, прими ислам, одмах постаје раван турском муслиманину, јер Коран не чини никакве разлике међу вернима. Тако је било муслимана арбанашких и словенских (српски Бошњаци и бугарски Помаци).
С демократским уређењем царство је имало дакле аристократску владу; једнакост је била потпуна, али само међу муслиманима, а муслимани су у односу према неверницима сачињавали аристократију по вери.
На тај је начин друштво било подељено на две неједнаке класе (муслимане и рају), које се нису могле стопити уједно и које су остале вечити непријатељи.
Султан је могао рачунати на муслимане, али угњетени хришћани нису могли бити верни поданици. Но, покоривши их, царство им је остављало њихово уређење. Они су очували своју веру, језик и обичаје, па чак и своје свештенство и управу у селима. Хришћански су се народи из XV столећа сачували недирнути под султановом владавином, као што су се сачувале слике у цркви Свете Софије под слојем креча, којим су по наредби Мухамеда II биле покривене.
У Азији је већина становништва била муслиманска и турскога порекла; друге раје није било осем Грка, Јевреја и Јермена, растурених по малим друштвима, врло мирних и немоћних да се буне. Али су муслимани у Европи били малобројни, а под њима су се налазили сви мали хришћански народи, око којих су султани пробавили једно столеће, док су их покорили.
На северној страни Дунава Румуни су само плаћали данак, али су од XVII столећа њима управљали Грци из Фанара (грчки крај у Цариграду), који су своја звања куповали у султанове владе. У земљи није било стално настањених муслимана.
На југу од Дунава Срби, које су турски ратници, као власници све земље, немилосрдно угњетавали, сачињавали су један сељачки народ. Њихови источни суседи Бугари били су растурени на обема падинама Балкана, у три области, Бугарској, Источној Румелији и Маћедонији. (Тј. по њеним источним окрајцима иза Струме, а меместимице и по унутрашњости измешани са Србима, Грцима и Цинцарима) И они су такође били само сељаци, али су они били готово једини становници тих земаља. — Онамо, позади тих планина, вере и прилике бејаху још више испреплетане. Босна је и даље била насељена словенским становништвом, али је скоро половина Босанаца у XV столећу примила ислам, те образовала један ред сопственичко-војнички, који је био довољно јак, да сељаке хришћане држи у ропству.
Епир бејаше сачувао своје старо становништво (Арбанасе) и свој језик, сродан с прастарим грчким. Један део Арбанаса бејаше примио ислам, а други остао у хришћанској вери. Али су сви сачували своје обичаје; у пола сељаци а у пола хајдуци, они су образовали мала наоружана племена, која су била готово независна у својим планинама. Турска је влада од њих тражила само толико, да дођу наоружани, кад се позову.
На југу и по острвљу Архипелага, Грци су били по ново створили један народ, и најобразованији од њих почеше се сматрати за потомке старих Јелина.
Сви су ти народи били покорени силом, па их је само сила и могла држати у покорности.
Најзад турска царевина, као држава муслиманска, никад није примана у друштво хришћанских, европских сила. Хришћански су владаоци сачињавали као неку породицу, а султан је остајао туђинац; он је имао само једнога јединога савезника, францускога краља. Он се у Европи утврдио освајањем, и остали владаоци могли су га из ње истерати само силом. Његове земље нису биле под заштитом међународнога права; оне су биле као каква пустара, коју сваки може заузимати.
Тако је дакле царевини претила опасност с више страна буне јаничара у Цариграду, одметање паша по областима, устанци хришћанских народа, руско и аустријско освајање итд.
За време европских ратова с Француском опасност се од стране Европе била умањила. Аустријска влада, забављена на западу, напусти освајање на источној страни; она заборави интересе Аустрије на Дунаву и уместо да осваја Османско царство, она је гледала да га сачува. Енглеска, која се дотле врло мало занимала источним стварима, буде француским војним походом на Египат наведена, да уговори савез са султаном; а по том, кад Енглези довршише освојење Индије, они стадоше мислити, да им ваља европске државе, Француску и Русију, држати далеко од ствари на Истоку. Османско је Царство од тада у Европи имало три савезника, који су желели да га одрже, Француску, Аустрију и Енглеску. Само јој је још био остао један непријатељ, Руско царство, које покуша да јој отргне Румунију (1806.—1812); али за време ратова с Француском цар је морао одложити своје освајачке смерове.

## Рат против Аустрије
Недуго после свог доласка на власт Селим је, у лето 1789. године, наставио рат против Аустрије.
За то време политичка ситуација у Европи изменила се на аустријску штету. Пруска је склопила савез са Енглеском и Холандијом, који је имао антиаустријске тенденције и који се јасно дао разумети у Цариграду. Сазнавши за то и видећи турско затезање у Бечу се решише, да брзом новом офанзивом натерају Турке на попуштање. Стога за врховног заповедника поставише у Седмогодишњем Рату прослављеног фелдмаршала Лаудона, који је прошле године имао извесних успеха на босанској граници. Он је доиста наставио рат одлучно и брзо. Крајем августа његова је војска прешла границу и већ 27. септембра заузела Београд. Одмах потом почела је продирање низ моравску долину, у ком је и опет живо суделовао и српски фрајкор. Главне операције водио је пуковник М. Михаљевић, с пуно обзира и према својим суборцима и према српском становништву. Кад је на Бадњи дан 1789. заузео Крушевац, он је наредио да се очисти црква кнеза Лазара, у којој су Турци дотле држали коње, и да се ту, у њој, одржи благодарење. У свом говору он је, и сам Србин, с узбуђењем говорио како Срби треба да приме Јосифа II као свог новог кнеза, а они су, плачући од радости, полагали заклетву верности. Овом приликом Аустријанци су продрли све до манастира Студенице. Слично одушевљење владало је и у другим областима, у Мачви и Крајини, где су Аустријанци исто тако продрли дубоко. Аустријанцима је у Мачви доста помагао активни архимандрит манастира Троноше, Стеван Јовановић.
Али српско залагање ишло је и овог пута за једну унапред изгубљену ствар. Аустрија је тражила нова освајања не да их задржи, него да прави притисак на Порту. Њен положај био је такав да је мир био пречи њој него Турцима. У унутрашњости мађарска опозиција против Јосифа II била је све непомирљивија и у ратом замореној земљи претила је да се претвори у бунт. Не мање непријатељско било је и држање католичког клира, које није могло опростити цару његове либералне реформе. У спољашњој политици Пруска је све отвореније дизала глас против Беча. У октобру 1789. избила је у аустријској Белгији права буна, а Француску је захватио пламен револуције. Кад је почетком 1790. год. Пруска склопила савез са Турском Беч није имао много да бира. Већ је Јосиф II у августу 1789. обновио с Турском преговоре за мир, а после његове смрти (9. фебруара 1790) његов наследник Леполд II направио је од тог мира основну тачку своје политике.
То се све осетило и на ратишту. Бојећи се заплета са Пруском Аустријанци нису смели да упућују у Србију веће снаге. Кад су то видели Турци прегли су енергично да их потисну и успели су. Већ на самом почетку 1790. год. Аустријанци су напустили Студеницу, а домало су почели повлачење и на другим странама. Посредовањем Енглеске, у лето те године, Аустрија се обавезала Пруској да се одриче свих освајања у Турској изузимајући само неке мале исправке границе. После тога је у септембру дошло до примирја с Турцима, које се, истина, протегло дуго, али које је на крају, ипак, довело до мира у Свиштову, 4. августа 1791. "Всјака душа христијанска проплака", записао је архимандрит манастира Боговађе, Хаџи Рувим, казујући положај и расположење Срба.
Извесни српски прваци, међу којима се истицао архимандрит Стеван Јовановић, покушавали су на више страна да прикажу тешкоће народа у Србији после аустријског напуштања, али сво њихово заузимање било је узалуд. Аустрија им није могла помоћи; и Русија се, брзо иза ње, у Јашију смирила с Турцима. Аустрија је успела само у толико што им је израдила амнестију, коју су и сами Турци осетили као потребну, да земља не би остала без радне снаге. А сем тога примала је и српске избеглице, да их настани на свом подручју. Стеван Јовановић дошао је у то време на мисао, заједно са још два свештеника, да би се Србима обезбедила извесна унутрашња самоуправа, "како что је Каравлахија била". Самоуправа би "имала да садржи плаћање данка одсеком, а да се Турци "у нас" не мешају и да им не суде паше ни муселими. Срби би имали једног свог "комендата", као што је био у Влашкој. Јовановић је о том израдио и једну писмену представку, коју је требало да потпишу сви народни људи, али чија нам судбина није даље позната. Извесне њене идеје јавиће се после у народу и нису остале без икаква утицаја, како се на извесној страни мисли и тврди.
То је био последњи рат Аустрије с Турском, мада не и последњи сукоб. На обе стране постојала је тежња да се створи период мира, који би и једнима и другима оставио слободне руке, да се могу посветити другим задацима. Аустријски двор све је више освајала брига због развоја ствари у вези са француском револуцијом, а турски двор озбиљно се носио плановима да изведе толико потребне реформе у целој држави. Султан Селим III се искрено трудио, да турску управу и цео систем ослободи трулежи и дигне на европски ниво.

## Први Селимов сукоб с Русијом
Наставио је ратовање с Русијом које је његов претходник започео. Рат из године 1789. настављен једним нападом Турака противу Аустријанаца и противу руског генерала Румјанцева у Молдавији и у Влашкој. И сам Румјанцев прелази у офанзиву и побеђује Турке код Галца; али је одмах после тога смењен са командантског положаја, јер се Потемкин боји да га он не баци у засенак. Док љубимац остаје непрестано удаљен од Дунава, тога главног војишта и води локалне операције близу Бендера, Суворов дејствује на реци у споразуму са принцом од Кобурга, аустријским главним заповедником. 21. јула/1. августа они разбијају код Фокшанија једну војску од 30.000 Турака, а 11/22. септембра Суворов добива чувену битку код Римника где он сјајно показује свој војнички геније. За време најжешће битке, он врши неочекиване стратегиске покрете сложене и оштроумне, тако да уништава помоћу једне трупе од 7.000 људи једну војску од 100.000 Турака, којом је командовао велики везир; то је било право откровење у војној вештини. Он тражи одушевљено да се изврши одлучна офанзива на Балканском полуострву; али Потемкин на то не одговара нити шаље тражена појачања, већ усредсређује своју пажњу на Бендер који се предаје у новембру, без и једне испаљене пушке.
Крајње је време да се једном сврши са Турском. Да би се она приморала да ступи у преговоре, потребно је задати јој један страховит ударац. Потемкин ставља најзад своје трупе у покрет и упућује се из Бесарабије ка ушћу Дунава, док флотила адмирала Де Рибаса улази у Дунав. После заузећа читавог низа тврђава на Дунаву, решено је да се заузме Исмаил, највећа турска тврђава на овој реци, сјајно утврђена и са одбрамбеном посадом елитних трупа од 30.000 људи. Суворов је заузима, после једног крвавог јуриша, 11/22. септембра. Тако се завршава рат из 1790 године. У почетку рата 1791 године, његов последник, кнез Рјепњин, прелази Дунав и односи над Турцима одлучну победу. 28. јуна / 9. јула 1791 пред Мачином. Тада Турци шаљу преговараче. 31. јула / 11. августа прелиминари мира потписани су у Галцу. Потемкин долази журно на Дунав али стиже прекасно. Бесан од гнева што је Рјењвин завршио рат без њега, он цепа уговор, и преговори понова почињу у Јашу. Међутим, Пруска и Енглеска покушавају да приморају Русију да смањи своје захтеве и да се одрекне Очакова. У Јашију преговори се одуговлаче: Потемкин умире почетком октобра не видевши њихов крај, и њих завршава Безбородко. Уговор потписан 29. децембра 1791/9. јануара 1792 оставља Русији Крим и област између Буга и Дњестра, Тамањ и обале Кубана, а што се тиче осталог, потврђује још једном Кучук-Кајнарџиски уговор. Овај резултат је далеко од тога да одговара циљевима „грчког плана”. И ако се Русија учврстила на обалама Црнога Мора, ово море остало је за њу затворено, јер нејасност чланова Кучук-Кајнарџиског уговора који говоре о мореузима допушта могућност бескрајних спорова. Резултат није ни из далека одговарао величини жртава.

## Махмут-паша Бушатлија
Нарочите је муке задавао Црногорцима Махмут-паша Бушатлија. Он је привлачио себи суседна племена милом или силом, тражио хараче и диктовао понашање. Казнени походи његових чета били су чести и свирепи. Црногорски владика Петар јављао је у Беч, да је Махмут ушао у везе с Французима и да је француски генерал Бонапарта у мају 1796. упутио једну ескадру у албанске воде, а самом паши неколико стручних војних лица. Помогао је пашино одметништво од султана, који није хтео да прихвати француске понуде. Кад су у јулу те године почеле веће борбе између Махмута и Црногораца Французи су отворено помагали свог скадарског пријатеља. Владика је за Црну Гору тражио помоћ Аустрије. Он се лично, у војној опреми, ставио на чело војске и однео је прву победу 11. јула код Мартинића, а другу 23. септембра на Крусама. У овој другој борби погинуо је сам Бушатлија, а Црногорци су преотели 15 барјака и много оружја. То је била значајна победа, која је ослободила Црну Гору од опасног и безобзирног непријатеља и која јој је за дужи низ година обезбедила мир на тој страни. То је први већи успех владичин, који му је донео појачан углед у народу и који је дигао значај Црне Горе у целом суседству. Као видна последица те победе било је све очигледније гравитирање Црној Гори суседних ускочких области око Мораче и Лима и тешње припајање Брђана уз црногорску матицу.

## Забрана Јаничарима да живе у Србији
Међу првим мерама у султановим реформама била је забрана јањичарима да живе у Србији, односно у Београдском Пашалуку. Та се војска била сасвим изметнула и одавно искварила. Старо ратничко одушевљење заменила су друга, непосреднија и више себична осећања. Уживала се власт, и поседи, а развио се систем подвале и неодговорности. Јаничарски оџаци били су места свих врста корупције, а у исти мах легла бунта и нереда. Већ у XVI веку султани су имали честих главобоља с њима, а од XVII они постају права напаст. Носе се не само са свима властима, које чак понекад и силом смењују, него учествују и у дворским сплеткама и кидисавају на саме султане. Султан Селим, који се обавезао да ће чувати ред на граници, знао је добро, да за тај ред не може јамчити ако у Србији остану јањичари, који ће проводити своју вољу. У прошлом рату од њих није било скоро никакве користи, али у миру може бити сигурне штете. И зато је његова забрана лако разумљива са његова гледишта. У турском свету она је, међутим, наишла на живе протесте и на организован отпор.

### Последице
Порта је поверила енергичном али мудром Бећир-паши да поврати ред у Србији. Чим је дошао у Ниш он је, свакако по добијеном овлашћењу, дао убити чувеног јаничарског вођу из Београда Дели Ахмета. Одмах потом угушио је буну, коју су изазвале у Нишу присталице убијенога. Имања разјурених јањичара паша је почео да дели муслиманским породицама из Позња, чије је подручје имало припасти Аустрији. Да јањичари ове мере неће примити мирно могло се унапред очекивати, у толико више што су постали бескућници у правом смислу речи. И доиста кад је Бећир-паша у лето 1792. био упућен у Битољ, а место њега дошао Мехмед Пекмеџи паша, јањичарска буна избила је са пуно страсти. Већ у августу њихова је војска стајала пред Београдом, па је домало, помоћу београдских Турака, освојила варош, а после и сам град, заробивши и пашу. Турска војска, која је из Босне била упућена у помоћ паши, била је разбијена, али је друга војска, послата из Ниша, успела да се, у новембру, вештим маневром дочепа града. Вођа те војске, Топал Ахмед-паша наставио је одмах Бећирову политику, а као награду за постигнуте успехе добио је везирски чин у Београду.

### Српско учешће у овим борбама
Већ за време ових борби и једна и друга страна помишљале су, да у борбу уведу и Србе. Нарочито су с тим рачунали представници законите власти. Они су полазили са гледишта, да је самим Србима у сопственом интересу да се ослободе јањичара, па да због тога треба да помажу напоре власти да се уведе ред. Тако се јавила мисао о организовању посебне Српске народне војске. Турци су добро знали, да су Срби, у прошлом рату, учествовали као посебне војнички извежбане јединице и да би, у борбама с бунтовницима, могли бити добро искоришћени. У плану султанових реформи било је истинског настојања, да се поступање према хришћанима измени на боље, а у Србији су представници власти радили на томе, да поврате поверење код Срба. Фанатизовани и грабљиви појединци ометали су та настојања и протестовали су на сав глас што султан и његови органи гоне правоверне за љубав ђаура, који су скроз непоуздани; код многих, чак и одговорних лица, ти су протести примани са пуно саучешћа. Видећи то Срби су били неповерљиви и нису хтели да се излажу; хтели су најпре да виде како ће Турци сами између себе пречистити рачуне.

## Српска самоуправа
По српском схватању прави ред могао се успоставити само тако, ако се између народа и власти искључе нежељени посредници; другим речима, ако се народу да једна врста самоуправе. Мисао о самоуправи јавила се међу Србима већ пре склапања Свиштовског Мира, а заступао је троношки архимандрит Стеван Јовановић са још неким свештеним лицима. Игуман манастира Боговађе Хаџи Рувим Нешковић бележи, како су Срби у ово време упутили цару молбу, "како не би се мешали Турци у царске послове, кроме паша и кнезови". У Цариграду се према тим тежњама показало извесно разумевање, иако им се у свему није могло изићи до краја у сусрет. У лето 1793. бавио се у Србији посебан капиџи-баша с Порте, који је испитивао стање у земљи, тражио додира с народом, и обуздавао грамжљивост Топал Ахмет-паше. Он је уводио и извесне реформе у питању спахилука у Србији и у односу спахија према народу. Тај капиџи-баша био је главом Хаџи Мустава-паша Шиникџић (Шиник-оглу), ранији надзорних јавних градња (бина-емин) у Београду, једна од најважнијих личности у новијој историји Србије. Хаџи Мустафа постао је београдски везир јула месеца 1793. На тај положај он је дошао нешто по личним везама, а и по том, што је давао извесне гарантије, да ће стање у Србији моћи поправити.

## Хаџи Мустафини односи са Србима
Главна личност, која је посредовала, био је велики цариник у Београду, Азиз ефендија, који је дошао у Србију одмах иза Бећир-паше и који је, за време јањичарске буне, пребегавши у Земун, давао главна обавештења Порти. Он је био пријатељ Мустафин, а рођак "свемоћног" Јусуф-паше, љубимца султанова. Азиз је био човек од значаја и постао је касније турски посланик у Берлину. Важио је као напредан човек, слободоуман и пријатељ хришћана. Као цариник ушао је у везе са интелигентним и активним базрђан-башом београдским Петром Ичком, рођеним Маћедонцем из Катранице, који је у Београду имао јак утицај још од пре Кочине Крајине. Петар је, према аустријским дипломатским извештајима, искоришћавајући своје везе, ударао произвољне намете на увоз аустријске робе у Србију, за које је Јусуф паша испословао наредбу, да се наплаћује у Београду за сву робу која улази у Турску, сем за ону упућену у Цариград. И за Хаџи-Мустафу аустријске вести кажу, да је волео новац. Биће, по свој прилици, да су све те људе спајале не само начелне, него и материалне везе. Има вести, да су Мустафа и Ичко били у тешњим везама и као чланови једне слободнозидарске ложе у Београду, којој је можда припадао и Азиз ефендија. Они су сви били отворени противници јањичара. На то би их, да и нису били пријатељи рефорама, опредељивали већ њихови трговачки послови, за које је требало пре свега сређено стање у Србији. У својим Мемоарима прота Матеја Ненадовић казује, да је и његов отац, ваљевски кнез Алекса, имао од раније пословних веза са хаџи-Мустафом и да је био пријатељ Петра Ичка, који му је једном приликом и живот спасао.

## Пазван-Оглу
У Турској је у то време било одметништва на више страна. У нашем суседству био се одметнуо од султана скадарски паша Бушатлија, али је тај изгубио главу у борби с Црногорцима већ 1796. год. Много опаснији беше други одметник, Осман Пазван-Оглу, чији је још отац био почео борбу против законите владе и у тој борби био убијен. Породица Пазван-Оглова, пореклом из Босне, имала је своје седиште од средине XVIII века у Видину. Пазван-Оглу се истакао у последњем рату и узео је у граду водећу улогу. Али, необуздан и грабљив, он је због својих пљачкашких упада у Влашку и Србију изазвао гнев султанов и био осуђен. Ради тога се он 1793. год. отворено побунио, приграбио власт у Видину, и стао окупљати око себе све незадовољнике из суседства. Код њега су нашли и прогнати јањичари из Србије не само прибежиште, него и пуну подршку.

## Српска раја - моћна војска
Одмах по доласку Хаџи Мустафе паше јањичари су покушали нови препад, али су у бици код Колара били сузбијени. У борби против њих употребљена је том приликом први пут Српска војска, којој се једино и има захвалити за постигнути успех. Код Турака у овој борби било је тајних одметничких пријатеља који су пуцали на Србе. Паша је видео, да се у гоњењу одметника може с пуном вером ослонити на Србе те је предузео све да се организује њихова посебна народна војска на челу са бимбашом Станком Арамбашићем. У толико више, што му је држање њихових људи по реду и дисциплини уливало пуно поверења. Он је чак од њих после редовно састављао своју личну пратњу. Прота Матија казује, како је тада телал викао по свима пазарима: "Ко је Србин а нема дуге пушке, два пиштоља и велики нож, нек прода једну краву и пусат себи купи. Тако је од честитога везира заповест". Ко се од Срба буде храбро показао, поручивао је везир даље, биће ослобођен за годину дана од свих дажбина. То је први пут да Турци сами, у борби са својим једноверцима, зову Србе у помоћ и просто им гурају оружје у руке. А ови су, каже један аустријски извештај, знали да се држе. Док су турске помоћне чете изашле пред пашу у гомили, Срби су, као на некадашњем аустријском вежбалишту, ишли у правој линији, у два реда, са својим кнезовима, који су испред својих одреда јахали на коњима. То више није била проста раја, него људи који су, с оружјем у руци, постајали свесни своје вредности.

## Српска аутономија
Као награда за српско држање, и као резултат нове Портине политике према њима, објављене су током 1793. год. неколике одредбе, које представљају основу једне уске, али ипак стварне, локалне аутономије. Враћене су старе народне власти: по селима кнезови, а по кнежинама обер-кнезови (по немачком: Ober-knez). Турцима је било забрањено долажење у чисто српска села. Они су могли одседати само у хановима, као и остали путници. Кнезовима је одобрено, да за сигурност по друмовима могу држати своје одреде пандура са буљубашама. Порез се имао плаћати одсеком, у две рате, о Ђурђев- и Митров-дану, а износио је 650.000 гроша годишње. За пашу и градску посаду свака пореска глава давала је по двоја кола сена и једна кола дрва. Све те повластице озваничила је Порта својим ферманима с почетка 1794. год., пошто је саслушала извештај Азис ефендије о њима и о стању у Србији уопште. Сем тога, Портини фермани су одређивали да спахије са својим породицама могу становати само у Београду; порез је износио по 15 гроша годишње на сваку пореску главу; строго је било забрањено свако насиље. За Србе је још, посебним ферманом, донета одлука, да могу несметано обнављати и подизати своје цркве. У ферманима нису ближе означене оне дажбине, које је народ имао давати спахијама, али се зна да су оне постојале и да је давање вршено. Главне су од њих биле десетине од свих усева по четири гроша од ожењене главе. Порез у народу купили су из почетка посебни скупљачи пореза и тек је касније, после извесних сукоба, тај посао пренесен на локалне кнезове. Као врло важна новина било је то, што се и на Порти примало, да у одбрани Београдског пашалука учествују и Срби. Ове српске повластице, како је утврдио др Д. Пантелић, одговарале су највише оним повластицама, које су Турци били дали становницима Архипелашких Острва.

## Благостање у Србији
Стање сељака у Србији после ових повластица могло се сматрати као далеко боље него у једној другој нашој покрајини под турском влашћу. Срби су имали своје, од турских власти, признате поглавице, какви су, примера ради, били командант Станко Арамбашић, вођа посебне народне војске, кнез тамнавско-посавске кнежине Алекса Ненадовић, кнез Ранко Лазаревић и др. Они су имали оружје и једну врсту војне организације, која је прилично функционисала и од које се тражило, да чува Царство од његових дојучерашњих главних бранилаца. То је, нема сумње, једна од главних српских тековина с краја XVIII века, једна од оних која је после омогућила избијање устанка. Већ тада се у народу јављају ликови као онај чувеног Илије Бирчанина, који, по снажном Вишњићевом опису, представља најлепши тип јунака тога времена.
Он Турчину не да у кнежину.
Кад Турчина у кнежини нађе

Топузом му ребра испребија.
У другим нашим покрајинама стање је било много теже. У Босни налазило се више домаћег и из суседне Славоније и Далмације досељеног муслиманског елемента него у Србији, и тај је будно чувао да став раје не узме опасније изгледе. Сем тога, хришћански елеменат у тој земљи био је поцепан у православне и католике, међу којима није постојао интимнији додир и сарадња. Маћедонија и Стара Србија биле су тада у средишту европског Турског царства и сваки покрет у њима могао је без много муке бити пригушен. Отпорнији став имао је још само српски елеменат у источној Херцеговини, захваљујући својим планинама и кршевима у суседној Црној Гори која му је давала уточиште.

## Рат против Пазван-Оглуа
Само, ни ово стање у Србији није било дуга века. Још 1795. год. писао је аустријски посланик из Цариграда, да Турско царство "кипти" од незадовољника. Султанова настојања нису имала правог пријема ни код оних који су их на очи примали и требало да изводе. Кад је султан наредио неколицини суседних паша да сломију отпор Пазван-Оглов они нису постигли ништа, нешто из узајамног неповерења, а нешто што су имали извесних тајних додира са султановим непријатељем. Љутит, султан је почетком 1796. год. дао погубити румелиског беглер-бега. Мустафа-паша, који је исто суделовао у тој експедицији, доживео је свакојаких разочарења. У лето 1797. султан га је именовао за румелиског беглер-бега и Мустафа је отишао у Пловдив, да руководи акцијом против бунтовника из Видина и у Румелији. За време његова одсуства видински господар са јаничарима наредио је брз напад и потукао је српску и пашину војску код Пожаревца, па је продро све до Београда и заузео саму варош. Пред сам Божић стигоше у помоћ ваљевски Срби и са њиховом помоћу турска градска посада одби нападаче и очисти град. Илија Бирчанин гонио је "Видинлије" све до Смедерева. После тих успеха јањичари беху потиснути из целе земље, али не беху сатрвени. Они су и даље само чекали погодан час, па да понове свој напад. Нарочито су били кивни на Мустафу-пашу ради његове сарадње са Србима и ради тога што није штедео крвопије. Кад су у Шапцу јањичарски људи убили кнеза Ранка Лазаревића везир је за његову главу дао конопцем удавити насред шабачке чаршије 27 њихових другова. Одлучности је било код њега и у другим приликама.

## Први сукоби са Французима

### Покушај поништавања Свиштовског споразума
Добронамерне планове Селима III осујетила је и потпуно растројила тадашња француска политика. Француској дипломатији било је много стало до тога, да Аустрију, која јој је могла бити веома опасна на Рајни (Марија Антоанета, жена краља Луја XVI била је аустријска принцеза; аустријски цар био је тада и немачки и имао је и личних и државних разлога да буде противник револуције), што чвршће веже за исток. Аустрија је и устала против нове париске владе, помажући француске емигранте и склапајући савез са Пруском. Да предупреди аустро-пруску офанзиву сами су Французи у пролеће 1792. објавили рат бечкој влади. С тим у вези француска дипломатија се трудила, да помути аустријске односе с Турцима. Да би се то постигло требало је спречити извршење Свиштовског Уговора, који је предвиђао извесне исправке границе на Уни у корист Аустрије. Зато је требало узбунити босанске бегове у Крајини. Као главно лице за ту акцију употребљен је син француског конзула у Дубровнику, млади песник Марко Бриеревић, који је лепо знао наш језик и који се био скоро потпуно "подубровчио". Бриер и његови француски помагачи радили су мање-више отворено и код везира у Травнику и код појединих бегова. И имали су успеха. Аустријски извештаји тога времена говоре о "јакобизираним беговима" и као њихова главног вођу помињу Ибрахим-бега Беширевића. Питање разграничења на Уни заплело се толико, да му за дуже времена ни једна ни друга страна нису могле приступити. Тек у јесен 1795. год. приступило се извршењу уговора, и то када је турска власт, под притиском, морала употребити силу.

### Француско деловање међу Словенима
Француска агитација није се ограничила само на Босну. У исто време радило се и у другим областима Балкана. Нарочито из француске амбасаде у Млецима, која је постала средиште револуционарне пропаганде. Постоје поуздани извештаји о агитацији у Боки, Црној Гори и Албанији. Видели смо напред, да су Французи отворено помагали Махмут-пашу Бушатлију и флотом и војним стручњацима. Касније су имали извесног успеха и у Црној Гори. Владика Петар био је с почетка њихов противник, већ и због Бушатлије, а и као свештеник и пријатељ конзервативних сила. У једном извештају бечкој влади он је желио аустријском цару "да освети невину крв, коју је тај необуздани народ обесно пролио као Каин крв свога брата Авеља." Погибија Махмутова донела је извесно олакшање не само на Цетињу, него и у Бечу. Аустријски представници озбиљно су се плашили Махмутових веза са Босанцима. Сам цариградски посланик писао је, да су постојали предлози о ужој војничкој сарадњи између босанских бунтовника из крајине са француским одредима, која би из Италије, преко Ријеке, оперисали у Хрватској. Али, ако владика у први мах није примао француске сугестије изгледа да им касније није био сасвим стран. Известан утицај на њ вршио је његов секретар, Дубровчанин, опат Фрањо Долћи, који је због свог држања, по захтеву конзервативних сила Русије и Аустрије, изгубио главу. Сам владика био је једно време стављен под истрагу.

### Француско деловање међу Грцима
Французи су живо радили и међу Грцима. На грчко учешће у великој балканској акцији у Паризу се много полагало. И то и ради старе славе грчке, и ради тога што су Грци развили огромне пословне и друге везе по целом Балкану и у свима важнијим пристаништима Средоземног Мора, и што су у Цариграду, Солуну, Смирни и другим већим местима имали утицаја и могућности за подземни рад. Преко Грка, трговаца, свештеника и интелектуалаца, мислило се утицати и на остале балканске хришћане. Цариградски Грци преговарали су 1796. год. са Французима о свом ослобођењу. Грчки родољуб и песник Рига од Фере, чије су везе са француским службеним представницима биле веома срдачне, дошао је исте те године у Беч, где је постојала јака колонија грчких трговаца. Ту је развио живу пропаганду за устанак против Турске. Међу онима, који су дошли у ближи додир с њим, била су и два-три Србина. У Бечу је настала и његов чувена Убојна песма упућена балканским хришћанима: "Упалите један пламен у целој Турској, да захвати од Босне до Арабије". Та песма, која је брзо постала популарна, певала се већ идуће године чак у Земуну.
Француски успеси у Италији против Аустрије и слом Млетачке републике дигли су углед њихова оружја у великој мери. Крајем 1797. год. Французи су посели јонска острва и један део јужне Албаније и закорачили су на Балкан. Њихов утицај постаје после тога још непосреднији. Рига од Фере, у тврдој вери да је дошао час за акцију, спремио је проглас за устанак и преко Трста запутио се кући. Али га је ту стигла и ухватила аустријска полиција. После проведене истраге бечка влада је Ригу предала Турцима, који су га 24. јуна 1798. удавили у београдској тврђави.

### Заоштравање сукоба
Колико смо до данас могли утврдити, ова разграната француска активност није имала у Србији неких непосредних веза. Посредних, међутим, било је више. Она је, пре свега, усплахирила духове. И у Београду се налазило доста грчких трговаца, исто као и у Земуну. Што се проносило у једном граду није могло остати тајна у другом. Сталне борбе с јањичарима нису могле унети спокојство у народ, ма колико се власти трудиле да буду праведне. Али најачи посредни утицај на развој прилика у Србији учинио је француски упад у Египат, у лето 1798. Изведен изненада, брзо, са релативно великом снагом, он је изазвао запрепашћење у многим европским престоницама. У Цариграду нарочито. Чинило се, да је после слома млетачке власти, толико познате у Средоземном Мору, дошао на ред муслимански свет. Турска је објавила Французима рат. У том часу султану је било јасно, да он не може у исти мах водити рат и против спољашњег и против унутрашњег непријатеља. У толико пре, што је рат против Француза проглашен за свети. Стога се у Царигрду прогласила милост свима одметницима, који се покоре, макар и само формално, свом господару. Тако је било крајем 1798. год. опроштено и Пазваноглу, и јањичарима. Овима је чак било изрично дозвољено, да се врате у Србију.

### Француски упад у Египат
Француска морнарица је кренула на Египат (Султанова се власт простирала чак до Африке, а Египтом се звала једна област његове царевине. У ствари је он био у рукама мамелучких коњаничких старешина) из Тулона од четрнаест лађа Бонапарта успе доћи до Египта и искрцати сувоземну војску, али француску морнарицу код Абукира уништи енглески адмирал Нелсон. Ипак је Египат освојен после битке код пирамида („Војници! с висине ових пирамида четрдесет столећа гледа на вас“) и Бонапарта поче наступати у Сирију, да би спречио долазак Турака, који су били пошли за Египат. Међутим гласови из Европе нагнају Бонапарту да напусти започети посао и да се потајно врати у Француску и поред енглеских крстарица. После његова одласка Французи у Египту наиђоше на огромне препреке и најзад су били приморани оставити земљу по закљученој (1801) предаји Енглезима (експедиција на морнарици од научника и уметника; зачетак проучавања колевке старе просвећености). Ускоро Бонапарта постаде господарем у Француској и даде нов обрт ратовима, вођеним с Европом.

## Нови јаничарски зулуми
Повратак јањичара значио је повратак зулума и почетак новог зла. Насилно изгнанство није их много учинило мудријим. Мустафа-паша знао је добро да ће с њима имати муке, али је веровао да их је искуство бар у неколико могло поправити. Из почетка се и чинило као да су се нешто смирили. У ствари, били су само више обазриви, док се снађу у новој ситуацији и док похватају везе. Да их не би имао у Београду око себе Мустафа је добар део јањичарских поглавица упутио у унутрашњост давши им разна запослења. Убрзо је, међутим увидео и сам, да је то био погрешан потез. У земљи јањичари, жељни освете, оголели и прилично испошћени, пожурише да се час пре докопају својих имања или других поседа и да се брзо обештете за дугу оскудицу. Домало почеше и убијања. Погибоше Станко Харамбашић, један од вођа народне војске, и кнез Ранко Лазаревић. Кнез Алекса Ненадовић само се случајно спасао од погибије. Кад је, током 1799. год., Пазван-оглу устао поново против султана, његови јањичарски пријатељи показаше поново своју праву боју. Они се прикупише у Београду решени да омету сваки пашин покушај против Видина и да се сами дочепају власти. У јулу 1801. они стварно заузеше град и заробише пашу. Тако убрзо поступише и у осталим местима у Србији.

## Заробљеништво Хаџи Мустафа-паше
Дервиш-бег, син Мустафин, био је за времена измакао из Београда у Ниш, да отуда обавести Порту и организује помоћ за оца. Порта није могла апсолутно ништа да предузме, него је само упутила једног изасланика у Београд да смирује људе. Овај је имао неког привременог успеха, али није могао да много измени ствари. Између јањичара, који нису хтели да испусте власт, и Мустафе-паше није било нимало поверења. Мустафа је свакако и покушавао нешто, да се ишчупа из њихових рука. Бојећи се за њега, и акције његова сина, јањичари га 15. децембра 1801. убише у београдском граду. Потом узеше власт у своје руке, спремни да је бране свима средствима. Као главне њихове вође истакоше се четири дахије: Кучук Алија, пашин убица, Аганлија, Мула Јусуф и Мехмед-ага Фочић.

## Дахијски терор
Доласком на владу дахија у Србији настаде режим најтежег терора. Вук Караџић врло живо и непосредно приказује тешко стање у земљи. Они приграбише сва главна имања спахиска, па почеше брзо градити ханове и чардаке, да њихове субаше лакше надзиравају рад и кретање по селима. Повластице из 1793. и 1794. год. укинуше својом вољом, свако осећање законитости замре. Чак се нису слушале ни кадије, а камоли народски кнезови. "Кад се огласи наоколо, да су баше Аџи Мустајпашу убиле, и да су против цара, онда навале из околни крајева, особито из Босне и из Арнаутске, све беспослице и крвници и бескућници у Бијоград, као орлови на стрвину; и даије ји све радо попримају... Млоги су тада у Бијоград дошли голи и боси, пак се онђе одма оковали у сребро и у злато, и обукли у свилу и у кадифу, и узјали на атове с ратовима." Јањичари су "судили и пресуђивали по својој вољи, људе били и убијали, глобљавали, отимали (или узимали као своје) коње и оружје, и друго, што им се гођ допало, најпослије стану силовати жене и ђевојке..." "Какогођ што су се под мудрим и праведним владањем Аџи-Мустај-пашиним слабо и гласили ајдуци у Србији, тако се сад од оваке силе и од зулума поајдучи десетина народа."
Порта је била немоћна да казни бунтовнике. У њој је врило на више страна. Ауторитет централне власти био је потпуно подрован, исто као и углед султанов. Дајући, како се каже, вољу за невољу, у Цариграду су тобоже примили јањичарска уверавања да ће остати верни и упутили су у Београд новог управника, Хасан-пашу. Тај је, у ствари, био играчка у рукама дахија. Посебни татарин донео је 10. маја 1802. посебно писмо с Порте, којим је јањичарима била опроштена учињена кривица. Учинило се то понајвише стога, што је постојала бојазан да би јањичари могли примити у Београд Пазван-оглу, што би, при немоћи владе, изазвало још теже и опасније заплете.
У Земуну се био прикупио приличан број Мустафа-пашиних пријатеља, Срба и Турака, међу којима је био врло активан Петар Ичко. Од турске стране нарочито се истицао бивши пашин благајник Хасан-бег, уз кога се прибрао и приличан број од дахија угрожених спахија. Ови су људи већ у лето 1802. год. покушали да изазову покрет у Србији и били су ухватили везе са више народних људи. Али су акцију око Пожаревца и испод Авале предузели прерано, па су претрпели неуспех. Има вести, да се већ тада око 60 народних првака из Србије било писмено обавезало да ће помагати Мустафина сина Дервиш-бега, чим стигне са војском против дахија.

## Везе Петра Ичка
У ово исто време, на две-три разне стране, свакако под утисцима вести из Србије и с обзиром на догађаје у Европи, све више су се јављали гласови да треба предузети нешто одлучније. У тим потезима важну је улогу играо Петар Ичко, који је, као бивши турски дипломатски чиновник, знао европску ситуацију, а као врло окретан човек умео да се снађе. Он је с Хаџи Мустафа-пашом, пред пашину погибију, спремао са српском помоћу добро организовану борбу против јањичара. Митрополит Стеван Стратимировић, који га је добро познавао, не хвали његов карактер, али му истиче способност и признаје утицај. Ичко је био интиман пријатељ с Јанком Катићем и Алексом Ненадовићем, а спријатељио се после и са Карађорђем. У ово време, 1802. год., по причању Саве Текелије, почео је и он разговоре о Србији са Ичковим земљаком, Петром Чардаклијом, и говорио је баш о могућности устанка. Чардаклија му је том приликом рекао, да је "то готово, теке да има тко и управљати." Потом је, казује Текелија, после разговора с њим прешао у Србију и Доситеј Обрадовић, а за њим и Чардаклија. Ми нисмо сигурни, да је Текелија у овом казивању поуздан у хронологији и не знамо колико се уопште на њега можемо ослонити, јер је он, из тежње да постави као неко своје право на власт у Србији, навијао причање у своју корист. Али, ако у његову казивању има макар један део истине, онда то само казује, како је, што се каже, већ у ваздуху била могућност неког покрета на тој страни.

## Славјаносербско царство
То се види и иначе. Тих истих дана јавила се код неких српских родољуба мисао, да и пред руски двор изнесе план о обнови "славјаносербског царства". Оно је имало бити створено као протутежа византијском царству, које је било у плану царице Катарине II. Не знамо данас поуздано, који су непосредни моменти определили наше људе, да баш у овај час, неколико година иза царичине смрти, изиђу с тим предлогом и какви су им непосредни изгледи могли бити пред очима. Тај план носио је и образлагао архимандрит манастира Пиве, Арсеније Гаговић. То је био калуђер нешто ширег видокруга. Своју кариеру почео је у Хиландару; био је на хаџилуку у Јерусалиму, одлазио у Русију, путовао по нашим земљама. Он је био у везама и са митрополитом Стратимировићем, коме је свраћао у Карловце. Гаговић је крајем јесени 1803. год. дошао у Петроград и допро до саме царске канцеларије. Гаговић је развијао план, да се обнови "славјеносербско" царство са једним руским принцем на челу, а народ сам, да је већ "готов за буну и да коначно неће дуго сносити турска угњетавања". Тешко да је та реченица проста фраза, нарочито у вези с његовим предлогом. А у колико је чињеница, она јасно казује, да се током 1802/3. год. озбиљно радило.
Ова мисао о славјаносрпском царству са руским великим кнезом као владарем јавља се поново и у мемоару митрополита Стратимировића, написаном 1. јуна 1804, а упућеном исто тако руском двору. У том мемоару Стратимировић заступа гледиште, да се српској држави, ослобођеној од Турака, дода и Бока Которска, Далмација до Шибеника и Срем, како би се српски териториални посед, у доброј мери, подударао са његовом етничком распрострањеношћу. Као одштету за уступљене српске области Аустрија би могла добити крајеве у Хрватској, Турској и Влашкој. Ови планови из 1803. и 1804. год., у време кад ми стварно, у државноправном погледу, нисмо имали ниједне своје сасвим слободне државе, казују живо и непосредно, колико је био жив и делотворан хисторизам у нашем народу и до које је мере била развијена не само народна свест, него и тежња за народном државом, и то са максималистичким опсегом. А ово се тражило у једно време, кад је Немачка имала неколико десетина својих држава и кад су Италију комадали под разне туђе власти!
У ове планове изгледа да је био упућен и цетињски владика Петар I. Један поверљиви извештај од 13. децембра 1803. каже, како се владика стара "од некога времена да узнемири и побуни своје суседе". Владика је 10. јануара 1804. упутио једно писмо игуману манастира Дечана, у ком му поручује како имају намеру "ми Црногорци и Срби са београдске стране скочити на оружје противу наших непријатеља Турака." Хаџи Рувим је у пролеће 1803. год. бежао у Студеницу и после у Свету Гору и отуда је, по причању, слао више сумњивих писама у Србију. А морао је да бежи, каже један докуменат, после једног договора о устанку на Турке. Прота Матија Ненадовић одлазио је у лето исте године у Сарајево, да и тамо преговара о истој ствари. Бечки епископ Јован Јовановић писао је 14. јануара 1804, пре сваког покрета у Србији, петроградском митрополиту, желећи да се овај на двору заузме за Србе. Он му је описивао тешко стање раје и излагао је потребу да се она спасе и помогне.

## Спремање устанка у Србији
Има и других вести, да су се Срби током 1803. год. спремали на устанак. За Карађорђа се прича, да је у лето те године преговарао са земунским трговцима ради набавке праха и олова. У јесен почели су састанци, договори и заклетве. Србе је храбрило то, што су се дахије почеле гложити између себе и што се чинило, да је њихова снага осетно паралисана. Кнез Алекса Ненадовић упутио је у Земун једно писмо тамошњем команданту мајору Митезеру, по свој прилици пред крај те године. У њему му је говорио, како су Срби позавађали дахије, између којих ће доћи до борбе, па га моли, да спреми џебане и официра, "а војске доста имамо да нам помогну да дахије одавде отерамо." На ближа саопштења кнез је упутио мајора на Петра Ичка и друга нека лица. Доиста, између Аганлије и Кучук Алије било је дошло до крупних сукоба, у којима је било и мртвих глава.

## Сеча кнезова
Пуким случајем ово писмо кнеза Алексе пало је у руке дахијама. И отворило им је очи. Дотле завађени, они се пред опасношћу мире и траже начина како да доскоче својим непријатељима. Осећали су, вероватно, и сами да је ствар озбиљна, у толико више, што су се бојали српских веза са Аустријом и неке напасти са те стране. И зато решише да опасност спрече одмах у почетку, и то најрадикалнијим средствима. Народ је требало обезглавити, и то тако што ће се побити главни кнезови и свештеници, они који могу постати вођи и који имају веза преко границе. Тако је дошло до сече кнезова, толико познате из славне Вишњићеве песме о почетку буне. У другој половини јануара 1804. бише погубљени кнез Алекса, Илија Бирчанин, Марко Чарапић, Хаџи Рувим и други; укупно око 70 лица. Сам Мехмед-ага Фочић казао је кнезу Алекси, да гине због оног земунског писма.
Карађорђе Петровић прошао је срећно. Против њега лично није пошао ниједан од дахија, као Фочић против кнезова Алексе и Бирчанина. Дахије су се, већ ради ухваћеног писма, више бојале у овај мах људи из Посавине, београдске околине и ваљевске нахије због њихових старих веза са аустријским људима због њихове живље сарадње с Хаџи-Мустафом и учешћа у ранијим борбама, и због њихова великог угледа у народу. Карађорђе није тада имао њихов глас. Потера која је пошла против њега била је другостепене важности и он јој је лако одолео. Кад су га Турци потражили у Тополи он није био неприправан; сачекао их је с момцима, па је један део побио, а други растерао. Одмах потом напустио је кућу и дохватио се планине. Отишао је свом старом хајдучком пријатељу Станоју Главашу.

## Даље припреме за Српски устанак
Од овог часа, може се мирно рећи, почиње српски устанак. Митрополит Стратимировић, који је, по причању савременика, написао један мемоар о почетку устанка, каже, да Главаш и Карађорђе "дуго нису знали да се одлуче". С нешто другова хтели су, вели, да беже у Босну. Али кад су пролазили крај једног хана Карађорђе се реши да се освети Турцима и са друговима изврши свој наум. Нападе на хан и поби Турке који су се ту затекли. Мало затим њихова је дружина почела да расте. Скупило се 200-300 људи "пуних очајања", који нису знали шта управо да раде. Скупљали су се и растурали, одлазили у своја села, али у исто време тражили освету и били кивни на Турке. У Стратимировићевом причању има пуно реализма. Таквог колебања било је, знамо, и у ваљевској нахији и иначе. Ударац турски био је смео и тежак и погађао је међу очи; дошао је изненада, усред зиме, у најнезгодније доба године.
Међу првима прибрао се Карађорђе. Вероватно не само зато што је био срчан, него и што је већ од пре, у поменутим договорима, био на чисто са одлуком да се са дахијама мора кидати. Он је био за борбу. И то да се почне одмах, док траје узбуђење и кад се свет већ покренуо. Стојан Новаковић лепо карактерише улогу Ђорђеву и Станоја Главаша у овом покрету: "Како Ђорђе није био ни међу кнезовима ни међу богаташима, нити су какви год лични интереси имали да га склањају на мирољубиву политику, Карађорђу се, по његовим војничким навикама, лакше но икоме другом било одлучити да поведе напред све који више нису хтели да трпе и да подносе. А тако је у тај мах осећао сав народ. Станоје Главаш, чувени хајдучки харамбаша, познат на све стране по Шумадији, оличавао је хајдуке, које је народна невоља тада у први ред истицала. Стога се, по тим особинама, са пристанком и најмирољубивијих људи, првих дана фебруара 1804, истакоше у први ред та два човека, објавивши, са пиштољем у руци, прави отворен чисто српски устанак против Турака, пуштајући о њему глас на све стране и делом и поруком."

## Сабор у Орашцу
За правог вођу устанка Карађорђе је био изабран на једном збору, држаном у Орашцу на Сретеније 1804. год. На том збору нашло се свега око 300 људи, или нешто више, у главном из околине. Не може се тврдити ни да је то био збор целе Шумадије, а још мање целог Београдског Пашалука. Мада се устанак спремао из раније он је сад избио изненада, док је још планина под снегом и гора без листа. Одлука дахија да час пре изврше сечу ишла је баш нарочито за тим да предухитри догађаје. Кад је сеча већ почела народни људи су видели да се више нема шта чекати. Реакција је дошла као природни нагон самоодржања, скоро сама од себе. Сви су осећали да се мора хитати. Стога није било ни могућности временске, а ни других прилика, да се збор сазива на дужи рок и са ширим учешћем. Позвано је само оно и онолико људи, колико се за два-три дана могло наћи. Збор је био сазван да се почета акција крене даље и шире. Инициативу за њ дали су хајдуци, са Станојем Главашем и Карађорђем на челу, који су били за борбу.
Међу првима за вођу био је понуђен Станоје Главаш, хајдучки харамбаша, познат борац, са већ прикупљеном и добро опробаном четом. Али Главаш није хтео да се прими. Народ, бранио се он, неће овакав један покрет да повери хајдучком вођству. "У хајдука нити има куће ни кућишта - била је народска аргументација - и сутра, кад Турци навале, он ће у шуму, а ми ћемо остати на мејдану, да нас Турци робе и харају." После тога су понудили кнеза Теодосија Марићевића из Орашца. Али и он је одбијао. Тада Главаш предложи за вођа човека који није био ни кнез ни хајдук, него трговац, близак народу, али већ познат као јунак и као човек одлучан. Такав је био у пуној мери Карађорђе. Њега су знали по ранијим борбама, у којима је стекао глас и поштовање, а знали су и да је већ упућен и у припреме око устанка.
Окошти, мрки човек, оштра ока и јаких, изразитих црта, са нимало речитости, али са јаком вољом, прегалац, са никад узалуд не измахнутом руком, постао је врло брзо не само популаран него доста рано обавијен и извесном мистиком. Већ само име Црни Ђорђе, или Карађорђе, дато му с почетка по тамној боји његова лица, добило је доскора и други значај; он је постао црн за Турке, као нека врста њихова црног удеса. Једва годину дана после почетка устанка, 28. маја 1805, саопштавао је један француски извештач из Дубровника, како се о Карађорђу певају јуначке песме по народу и ван Србије и како се он у њима слави као "heros liberateur."
После збора у Орашцу, кад су се људи узајамно потакли и решили на акцију, устанак поче да узима маха. Осећало се као да је "крвца из земље проврела". Кроз Шумадију се пронесе општи поклич: "Сваки свога убите субашу". "Уста раја кф из земље трава".

## Аганлијини преговори са Карађорђем
Дахије се нису овом надале. Догодило се чак оно што су они најмање очекивали. Њихов план изведен је само делимично и показао се као рђаво срачунат. Место да сеча кнезова заплаши рају, она је раздражила. Раја се дигла на оружје усред зиме, у најтеже време, што је несумњив знак да је прегла на најгоре. У пролеће, кад гора озелени, покрет ће несумњиво да букне још јаче и ко зна куд ће да се упути. Зато је требало покушати да се он што пре стиша. Не више силом и крвљу. Аганлија, као један од мирољубивих дахија, узе на се дужност да иде у унутрашњост и да почне преговоре. Кренуо је са 400 војника равно у Шумадију. У Дрлупи, 12. фебруара, био је састанак између њега и Карађорђа, кога су исто тако пратили његови људи. Аганлија је био врло предусретљив. Обећавао је напредак, боље понашање, па чак и укидање ханова и субаша по селима. Карађорђу, као вођу, понудио је 500 кеса да се смири или да му у Аустрији купе имање боље од оног у Тополи. Личне понуде је Карађорђе одбио, а за обећање о промени режима тражио је јемство аустријских власти, јер се на турска обећања није могло ослонити. Како Аганлија није на то пристао, преговори су се разбили и још истог дана дошло је до борбе. У том крешеву Аганлија је био рањен у ногу, а Станоје Главаш у главу. Борба је остала неодлучена. Срби, још нерешени на све, као да не смеју да насрћу, а Турци, збуњени отпором и у страху да Србима не дође помоћ из околних села, не усуђују се да продиру даље. Шта више, већ сутрадан напуштају бојно поље и повлаче се у Београд.

## Развој устанка
Тај први, макар и половни успех, диже веру у народу. Он даде и нове снаге Карађорђу. Место да позива људе у акцију и да их убеђује, он сад издаје и наређења да се народ одмеће. Домало, пасивни су људи под морање остављали куће и прилазили покрету. Што се зима више примицала крају придолазак нових устаника бивао је све већи и почетком марта њихов број се већ ценио на 10.000 људи. Један аустријски извештач јављао је чак 24. фебруара, да су "сви Србијанци прихватили за оружје". Мехмед-ага Фочић писао је тих дана свом брату Мус-аги у Шабац, како су настале прилике "које мозак не може схватити. Свемоћни Бог нека све обрне на срећу!" Очевидно, малодушност је почела да осваја међу самим дахијама. Сад им је пукло пред очима шта су својим поступцима изазвали и у какав положај довели себе саме. Кад су устаници 20. марта дошли на домак самог Београда, пошто су претходно спалили неколико места и паланака, у граду је настао велик и разумљив страх. Дахије су организовале отпор, тражиле су помоћи с више страна, нарочито из Босне и Видина, али су у исто време нудиле поново преговоре и биле вољне за знатна попуштања. Београдски везир, Хасан-паша, обавештавајући Порту о устанку и његовој озбиљности, молио је да се пошаље војска из Босне и од Крушевца, јер су Срби у надмоћности. Али је у исти мах препоручивао и то да се пошаље један искусан и речит министар, који би посредовао и смирио људе.

## Аустријске симпатије према устаницима
Покретачи устанка били су од првог часа начисто с тим да устанак мало ширих размера не може имати великих изгледа на успех, ако устаници буду упућени сами на се. Борити би се још и могли, али нису имали свега другог што је потребно за борбу, а у првом реду муниције, оружја и другог ратног прибора. Први на кога се могло помислити за помоћ била је Аустрија. Она је била најближи сусед и донедавно српски савезник; у пограничним аустријским гарнизонима још су служили официри, који су их раније бунили против Турака и са којима су Срби заједнички ратовали. Сам земунски заповедник, мајор Митезер, био је један од таквих. Срби из Срема и Баната са симпатијама су посматрали овај покрет и пограничне власти морале су о тим осећањима водити рачуна. Прва личност, којој су се устаници обратили, био је мајор Митезер, стари пријатељ породице Ненадовића, за кога се знало да је на страни Срба и који им је, у први мах, и учинио неколико услуга. У свом писму од 16. априла Карађорђе га моли за помоћ и нуди му чак врховно главарство. "Ја вас јесам препознао најпре за старијега, а ви радите како вас Бог учи; с нама управљајте, да душмане из ове земље истерамо". "Како нам ви заповедате, онако ћемо се владати", пише на другом месту. Из тог се види јасно како су скромни били почеци српског устанка, поред све његове смелости у замаху, и како сам Карађорђе, из почетка, на свој положај није давао велику цену.
Аустријске власти биле су уздржане. Да би остале исправне према Порти оне су званично сузбијале емиграцију из Србије и давање муниције, али су потајно, правећи се да не виде, трпеле продају. Они у Бечу нису веровали да ће устанак изићи из оквира већ уобичајених малих локалних побуна и хтели су да сачекају развој догађаја. Како су вести са разних страна почеле бивати све неповољније по дахије, то су се они постепено почели разкрављивати, задржавајући увек према Порти став исправног суседа. То им је било у толико лакше, што је сам београдски везир осећао потребу, да се аустријским повереницима тужи на несносни притисак дахија и што су аустријском посланику на Порти говорили, почетком априла, како су већ издали наредбе пашама у Босни и Нишу да пођу у помоћ угроженој раји, коју чак и сам Пазван-оглу узима у заштиту. Мало касније, кад се посланик пријатељски стао интересовати о том, какав ће став Порта службено заузети, добио је одговор: да је већ одређен искусни босански везир Бећир паша, да пође у Србију и нађе неки споразум. Порта хоће да помогне раји, али мора, због јаничара и верске осетљивости, да води рачуна и о дахијама.
Крајем априла имао је Карађорђе састанак са аустријским капетаном Шајтинским. На том састанку он је изјављивао жељу српског народа, да их Аустрија прими под своје окриље. Ако им Бог дадне да освоје Београд, они ће га радо, са Шапцем и Смедеревом, па и сву земљу, понудити аустријском цару и примити једног принца као намесника. Ако то аустријски двор не хтедне примити, он ће, мада нерадо, да се обрати у име народа некој другој сили, али турског јарма неће више нико да трпи.
У Бечу су већ пре тога били склони да понуде посредничке улоге једној и другој страни, јер им није могло бити свеједно какав ће утисак на Србе оставити њихово држање. Пограничним заповедницима олакшавало је посао то, што су саме дахије и београдски паша поручивали и гледали да са устаницима дођу у везу и почну преговоре. Као згодно место изабран је Земун; он је био при руци дахијама, које нису више смеле да се удаљују далеко од Београда. На састанку од 28. априла, у присуству самог заповедника Славоније и Срема, генерала Генеина, представници турских власти и српски вођи са Карађорђем на челу нису дошли до споразума. Срби су изјављивали: да су верни султану и законитим властима, али да се неће смирити све дотле док дахије не напусте Пашалук заувек. Из почетка су недоступно тражили њихове главе, али их је Генеин склонио на то попуштање. Изасланици дахија нису могли пристати на тај услов и тако су се преговори разбили.
На предлог своје владе, аустријски цар је одбио да прими Карађорђеве понуде. Узети једну побуњену турску покрајину, за време мира, значило би изазвати оправдан протест свих других сила и повећати тешкоће које Аустрија већ има са Наполеоном. Ипак, да не изгуби престиж код Срба, цар Франц је наредио да им се обрати извесна дискретна пажња, али да се никако не доводи у сумњу аустријска неутралност. Веома је вероватно, да је Србима и пре тога одговора било стављено до знања са аустријске стране како су слаби изгледи да ће цар дати пристанак на учињени предлог и да су они ради тога дошли на другу комбинацију. Кад заштиту Србије неће да преузме Аустрија, као први и најпречи сусед, онда за Србе није било другог излаза него се обратити на једноверну словенску Русију. Већ 3. маја 1804. упутиле су српске вође дугачко писмо руском посланику у Цариград, казујући му невоље и жеље свога народа. Они су тражили да дођу "под крило трона рускога" и да их Русија помогне ослободити од Турака. Али, у исто време, наглашавали су, по свој дипломатској памети, да остају верни султану и да од њега траже само заштите против насилника. Можда је код њих још постојала намера, да се задовоље извесном изменом стања, па да остану и даље турски. Или су ово били само тактички потези, да не изазову против себе Порту, а да су њихове стварне тежње већ тада стремиле ка ослобођењу од Турака? Ово друго изгледа вероватније. Сигурно је само једно: да са потпуним ослобођењем још нису рачунали, него су мислили да их узме "под своје крило" било Аустрија било Русија.

## Захтеви устаника
Пре свог одласка на поменути састанак у Земун Срби су имали своју прву скупштину у Остружници, која је трајала, отприлике, од 24. априла до 3. маја, и на којој су имали бити формулисани устанички захтеви. Они су се, у главном, састојали у овом: да се униште дахије и да се врате повластице из 1793/4. год. Сем тога, да се уз везира налази до 1.500 наоружаних Срба, који ће штитити и њега и општи поредак, док султан не пошаље редовну војску. Миленко Вукићевић добро је нагласио, да је ова скупштина имала велик значај у развијању устанка, пошто је то био "први састанак свију нахијских и устаничких старешина Београдскога Пашалука."

## Пад дахија
У Србији, и поред свих оних планова о обнови славјаносрпског царства, људи су били још врло скромни. Они су, истина, угазили у врло смелу акцију, али та акција још није добила карактер нелојалности према законитој власти и није излазила из оквира Београдскога Пашалука. Она се и на Порти и код сила схватала као природна реакција против дахиског насиља. Кад је добила обавештења, да се устанак не стишава и да устаници узимају чак и извесне градове и да су се ушанчили и испред Београда, Порта је наредила искусном Бећир-паши, тада босанском везиру, који је у Србији 1791/2. год. показао и енергије и такта, да оде у Београд и да испита ствари. Дала му је и сасвим слободне руке, "да може збацити дахије, распустити јањичаре и на место оне управе коју укине завести нову управу, тако да се може повратити потпун мир у Србији". У Цариграду јањичара и дахија нису жалили; тужбе против њих стизале су и од самих Турака. Њихова одметништва, и зулуми, и рђави инстинкти били су довољно познати и да је њихово насиље морало кад-тад поколебати поредак и изазвати људе на отпор није требало посебно доказивати. Стога у Цариграду у овај мах није било зле воље према Србима. Зазирало се само од тога, да их у тој акцији не помаже Аустрија, како су већ гласила нека наговештења и извештаји, и било је непријатно што се уопште то све збива на самој граници.
Дахијама је било јасно шта значи долазак Бећир-паше, који је већ једном изгонио јањичаре из Србије. Они су се зато према њему односили с пуно неповерења. Срби су опет гледали у њему изасланика султанова и указивали су му сву дужну пажњу. Већ из тих односа могли су се унапред назрети резултати пашине мисије.
Кад је пашин мухурдар стигао 7. јуна 1804. пред Београд, да осмотри ситуацију, дахије су се према њему понашале веома дрско. Мула Јусуф је, шта више, изишао са једном шајком уз Саву и опалио топом усред српског логора у Топчидеру, и то баш близу оног места где је мухурдар ручао. Мухурдар, који је Србима мало пре тога јемчио, да ће Турци бити мирни, и који је хтео да осигура примирје за време пашиног доласка, био је страховито огорчен. Дахије су добро осетиле шта има да значи пашин долазак.
Опрезан и јавашлија, Бећир-паша се није много журио. Требало му је пуна два месеца да из Босне стигне до Београда и да на домак Београду, у Палежу, проведе више дана не предузимајући ништа активно. Он је, изгледа, чекао да ситуација сазре и да он, пошто устанак траје више од четири месеца, добро сагледа снаге, и односе, и изгледе и једне и друге стране. По извештају свог мухурдара, по тајним доставама београдског паше и једног дела самих Турака, он је видео да је кривица за узбуђење у земљи до дахија који и за време његове мисије неће да мирују; знао је, да Порти до београдских силника није нимало стало, само да тамо желе да се очува престиж царске власти и форма по којој ће бити срушен дахиски режим. Дахије нису смеле да дођу на преговоре са Србима у Топчидеру, него су понудиле везиру да се разговарају на аустријском тлу, у Земуну. Али, као и ранији, и ти су преговори остали без резултата. На око неактиван, паша је у ствари припремао пад дахија. Његовом инициативом дошло је, вероватно, до споразума између Карађорђа и вође београдских крџалија, Халил-аге Гушанца. По том споразуму Срби су имали да исплате крџалијама 360 кеса, а ови њима четири дахиске главе. По наредби Бећир-паше, дахије су 16. јула напустиле тврђаву, али их Гушанац не даде смакнути, него их пусти да те ноћи побегну. И дахијама је било постало јасно, да се даље не могу држати; против њих су били и Срби и цар, па чак и добар део београдских Турака. Дахије су кренуле лађама низ Дунав, ка Видину, да се спасу код старог пријатеља Пазван-Огла. Али на путу, на малом дунавском острву Ада-Кале, стиже их српска потера и службена порука Бећир-пашина заповеднику острва, да буду погубљени. Ноћу, 24/5. јула, они изгибоше, а главе им, сем Аганлијине, бише донесене у Београд.

## Наставак устанка
После те дахиске погибије Турци су, заједно са Бећир-пашом, мислили да је с тим Србима дата довољна задовољштина и да би устаници, с нешто добрих речи и малих уступака, могли да се разиђу кућама. Султан ће у земљи повратити старо стање, гласила је њихова порука; он је и сада показао да штити праведну ствар и да је строг према зликовцима, ма ко они били. Али устаници нису мислили тако. Још 17. јула, из Топчидера, писале су српске вође, са Карађорђем заједно, поновну молбу аустријском цару позивајући га да он лично дође у Земун и да их прими под своју власт. Они неће да остану више под Турцима као дотле, него желе да се њихово стање измени. После су додавали: Ако цар не може да их прими онда нека бар пошаље своје људе, који би били сведоци и јемци уговора што ће га они склопити са пашом. Последњи пример показао им је јасно да се султан није кренуо да их заштити све дотле док они сами нису скочили да се бране. Турци ће се сад вероватно нешто и примирити, али се после извесног времена може опет појавити какав Пазван-Оглу или Кучук Алија са друговима и поновити, у другом облику, оно исто што се и пре догађало. Они су добро познавали турску управу и стабилност њихова реда. Устаници су желели да њихов споразум са Бећир-пашом добије стога већу санкцију, "пошто је сваки паша смртан човек". Тражили су, да тај споразум одобре и султан и аустријски цар, и да га овај други чак и зајемчи. "На тај начин ми бисмо били сигурни, да убудуће неће више бити немира у Србији". Српску молбу препоручивао је код надвојводе Карла и карловачки митрополит Стеван Стратимировић, али је у исто време писао Србима, да се у том много не надају у Беч, него да гледају извући од Бећир-паше што више уступака. Али устаници остадоше при своме. Они сложно изјавише, да се не могу све дотле смирити док им који повереник аустријске владе не буде нека врста јемца за уговоре. Бећир-паша није могао примити тога захтева. То би значило, ни мање ни више, него једну туђу силу увести у решавање унутрашњих турских питања. Порта би такав корак дочекала с највећом осудом. На том питању су доиста и запели даљи преговори о правом смиривању Србије.
Најупорнији је био Карађорђе. Имали су другови живе муке да га одведу до Бећира, да тамо изјави своју оданост. Његова је чврста одлука била да с Турцима треба кидати, јер правог смиривања и онако неће бити. Та је чврстина у толико мало чуднија, што је он иначе био свестан свих тешкоћа које устаницима предстоје, и што је био уверен, да ће се Србија сама, без наслона на неког јачег пријатеља, тешко моћи одржати у борби. Митрополит Стратимировић у једном свом мемоару, писаном још почетком августа 1804. год., даје о Карађорђу, по саопштењима с више страна, овакав суд: он је неук, и суров, и врло напрасит, и доста својевољан, али је поштен, правичан и прави јунак. Због јунаштва и што је међу првима дигао устанак ужива велику популарност. "У вођењу садашњих послова зависи готово све од њега." Говори ретко и мало, али кад узме реч погађа оно што је најважније. Сам поштено признаје, да нема државничког искуства, али да се зна борити с Турцима. Осећао је, да се на њ полаже много, а он сам не зна шта да ради. Брине се за општи исход ствари. Турци не слушају ни султана ни везира, и он воли жртвовати све него да се народ врати поново у старо ропство. Као глава устаничке странке, која је препоручивала да се нађе компромис са Бећир-пашом био је Јаков Ненадовић, а као веза између свих служио је бистри и мудри, и на шалу и збиљу спремни, млади прота Матија, син кнеза Алексе.
Да су Срби са својим сумњама имали право сведочи понајбоље то, што је стварним господарем Београда био крџалиски вођ, Халил-ага Гушанац, који у тврђаву дуго није пуштао ни самог Бећир-пашу, иако се тобоже држао уза њ. У то време, 5. августа, да освети брата, упао је изненада у Шабац Мус-ага Фочић, са великом четом Турака, и извршио прави покољ хришћана. Турци су, са своје стране, веровали, да иза Срба стоји Аустрија, која их саветује и која не спречава пренос оружја и муниције са свог подручја међу устанике и чији људи, чак неки официри, прелазе у помоћ Србима. "Ма да изгледа да раја хоће да се покори султану, њихове старешине понашају се тако како не доликује поданицима." Тако је гласио турски службени акт за Цариград.Нови везир Сулејман-паша, кога је султан послао у Београд, био је ту и у Србији врло добро познат. Он је служио раније као мухасил у Београду и био је интимни пријатељ дахија. Ови су га чак послали у Цариград са 300 кеса, да добије везирски положај и да, наравно говори тамо у корист дахија.Његов "избор" био је најнесрећнији какав се уопште могао учинити; сам Бећир-паша није крио своје незадовољство поводом таквог решавања ствари; а и Гушанац је поручивао Карађорђу да пази, да, на пашин позив, не дођу у Београд нови насилници, а његови помагачи.

## Увођење реда у Београдски пашалук
Бећир-паша се трудио да у Пашалуку уведе ред. На његов предлог султан је пристао да изда ферман, који је 21. септембра 1804. објављен у Београду. По том ферману Србима је јемчено да их нико не сме вређати и изазивати и да кривци за то имају бити кажњени; Турцима је било забрањено смештање у селима и држање ханова; укинуте су све насилне дажбине и сви порези сем законског харача султану и десетине власнику земље. Шест дана потом дошло је петнаест српских кнезова у Београд, да о споразуму саставе и писмени акт. Потпуни споразум није ипак постигнут. Срби су тражили, да Турци могу становати само у Београду, Шапцу и Смедереву, док су Турци хтели да станују и по паланкама и да им Срби помогну подићи попаљене и разрушене куће. У тим преговорима Карађорђе није непосредно учествовао, него су их понајвише водили ваљевски вођи Јаков Ненадовић и Никола Грбовић. Карађорђев отпор прихватили су и његови људи, у толико пре што су Турци стално тражили новац за покрића разних трошкова и спахије своје приходе за целу ову годину, која је прошла у нередима. Због зиме која је наступала Срби нису хтели да потпуно кидају све везе, него су хтели да извуку од Турака што се год може више. Нарочито су полагали на то, да им Турци сами признају право да држе своје оружане људе за чување реда и као јемство за живот и стечена права. Једна група српских и турских представника, која је већала у Смедереву, крајем новембра, признала је Карађорђу право да држи 300 пандура, а дванаест нахиских кнезова да држе сваки по 100. Срби су тако, за сваки нови случај, располагали својом оружаном снагом и могли су мирно чекати до пролећа. Али та попуштања изазвала су борбе међу самим Турцима, а нарочито је било велико незадовољство међу крџалијама и јаничарима. Најамници су увек пре свега гледали на паре, а како су Срби, све више незадовољни великим плаћањима, одбијали да доприносе за њихове исплате, они су беснели против помирљивијих елемената, па чак и против свог вође. Велику непомирљивост показивао је, исто тако, и један део јаничарских остатака, чији се број у Београду још увек ценио на 1.500 људи.

## Преговори устаника о савезу с Русијом
Срби су за то време спремили једну депутацију за Русију. То им је нарочито препоручивао Петар Чардаклија, који је имао извесних веза са руским представницима у Аустрији. За тај је корак био и карловачки митрополит. Из Чардаклијина круга потекло је вероватно, једно писмо бечком епископу Јовану Јовановићу, 15. јуна те године, у ком се говорило, како им Аустрија није искрен пријатељ и како, његовим посредством, желе руску помоћ. Кад Аустрија не може да их прими и заштити онако како би они желели, онда је једини други излаз био да се тражи ослонац у Русији. У сваком случају Срби нису хтели да однос са Турцима остане стари; ако не могу доћи до пуне слободе оно бар да постигну стање, које неће зависити од воље једног везира или од какве групе незадовољних авантуриста. Депутација је носила у Русију писмену молбу, којом се тражила помоћ у новцу и оружју и пристанак Русије да буде јемац српско-турског споразума. "Срби никад једнодушније нису мислили о ослобођењу своје отаџбине, нити су га усрдније желели него данас. Божанском, природном и вечном везом крви, језика и вере, која постоји између Срба и Руса, савезом политичким и најљубазнијим везама могла би се будућа срећа српског народа осветити и на непоколебљивој и чврстој основи утврдити. Прве основе томе послу треба отпочети у данашњим важним приликама баш зато што је једногласна жеља свију Срба: да се у Србији установи самостална српска управа под именом "Сербскоје правленије", или под другим сличним именом, као што су, на пример, оних седам острва јонских, а под непосредном заштитом Русије, чувајући у исто време не нарушимо права султанова, која му припадају, то јест: плаћати му умерен данак. Томе би додали још и ову нову дужност: да свагда војују против султанових одметника". За непуну годину дана борбе српски се програм осетно развио. Од локалног устанка у Шумадији постала је већ широка акција целог Београдског Пашалука, која тражи не само повраћај стања од 1793/4. године, него и "Српско Правленије" као зачетак будуће српске државе.
У исто време код Срба се јасно види и тежња, већ сазрела за време ове борбе, да овај цео покрет постане стварно ослободилачки и да обухвати шири круг. Карађорђе и други прваци писали су 27. августа 1804. херцеговачким главарима на адресу Арсеније Гаговића чисто и јасно: "Браћо моја, ево ви сад (време) и случај да се и ви ослободите и с нами сједините. Немојте поштеђети ка и ми последњу капљу крове пролити за веру христијанску, за свете церкве и монастире и за слободу отечества своего... Ми ништа туђе нећемо тицати, ко собствено наше од старинах које је свему свијету познато да је рођено наше хоћемо возвратити, и то је поштено пред свијем светом и по законом божијим и царским нико нам неће бранити."
Српска депутација, у којој беху главна лица прота Матија Ненадовић и Петар Новаковић Чардаклија, била је у Петрограду лепо примљена. Мада је искрено желела да са Турском не мути своје односе, Русија је ипак била вољна да на неки начин помогне Србима. Помоћ се, у први мах, састојала само у новцу и добрим саветима, али је бар била искрена. Срби треба да се покажу верни султану, али, ипак, да не одлажу оружја или, да га бар не одлажу у већем делу, док не постигну главне од својих захтева. А Русија ће препоручивати њихову ствар Порти, мада јој је незгодно да се отворено меша у турске унутрашње ствари.
И без те поруке Срби нису мислили да распуштају своју војску сасвим, а руска их је порука у тој одлуци учврстила још више. Гомилање чета на Дрини, које је купио Мусага Фочић, и метежи међу Турцима у Београду били су им довољан разлог да бране свој став. По руском савету они су упутили једну депутацију и у Цариград, која је, поред уверења о оданости, имала да изложи и тегобе народа и његове жеље и предлоге. "Жељнога мира и реда ми никада нећемо имати, ако би и даље остали војни чиновници турски; исто тако, ако би остао и даље Турчин управник у овој земљи, јер после ове буне поједина лица с обе стране, и са турске и са српске, због смрти својих сродника и пријатеља за време ове војне, стално би се светила".

## Устаничко нуђење Аустрији
Али везу са Аустријом нису напуштали никако, и то из лако појмљивих разлога. Све важније поглавице упутиле су 10. фебруара 1805. дуго писмо цару Францу, у ком су га поново молиле за помоћ и заштиту. "Ми обаче друго царство не познајемо нити се молити имамо разве једному", говорили су они неискрено; "ви отац, ви мати, за милост божију и за ристјанску веру не упустите овога народа изгубити."

## Бећир-паша не успева да уведе ред у Београдском пашалуку
У Турској није било лако створити реда. Крџалије у Београду ставиле су под стражу самог везира Сулејман-пашу и слале су у Цариград не молбе него скоро ултиматуме. На Порти се просто није знало шта да се почне. Сменили су Сулејмана и именовали поново Бећир-пашу за везира у Београду, али већ касно, кад је за сваког било јасно да Порта нема ни једног потеза, који би био енергичан било налево било надесно. У револуцији палиативе су најгора средства и ретко кад доводе до позитивних последица.
Нагомилана мржња и код Срба и код Турака није попуштала. Сукоби и клања били су чести, мада су мирољубивији људи и на једној и на другој страни настојали да их спрече. Од пролећа 1805. спремали су се и једни и други на нове борбе.

## Расуло у пашалуку
У напред помињаном Карађорђевом писму Арсенију Гаговићу устаници су позивали Херцеговце да се здруже у борби, па ће пре месец дана бити у Сарајеву. Дотадашњи успеси дигли су самопоуздање, али нису давали нимало оправданости за такав један подвиг. У том позиву више је кликовања и потицања, него стварног војничког и државничког предвиђања. Али док су из Србије позивали на борбу руски кругови су препоручивали мир. Руски изасланик гроф Марко Ивељић, иначе родом Бокељ, писао је истом Гаговићу, да смирује народ. Русија је, с другим савезницима, у рату с Наполеоном, у ком је помаже и Турска, па очевидно не жели да се рат Срба с њом распламти. Он је стављао на срце архимандриту да пази, да српски народ не пане у немилост код оба цара. Сам је предузимао доста строге мере према појединцима, који су радили на устанку. Заустављао је и црногорског владику Петра, који је био вољан, и писао о том и у Петроград, да крене у борбу. Руска дипломатија препоручивала је, у исто време, у Цариграду, да се препоручи босанском паши да не дозволи какве неправде према Србима и да чува народ од јарамаза. Све је то било по инструкцијама петроградске владе, која је избегавала сукоб и заплете с Турцима. Али, да ипак помогне и Србима, Русија је поклонила устаницима 5.000 дуката и саветовала им је, да ипак, за сваки случај, не одлажу оружја док не постигну што желе или док им то она не пропоручи. На ову одлуку Србе су натеривале и прилике у Паша-луку.
Крџалије или најамничка војска, којој је био заповедник Халил-ага Гушанац, држале су сву стварну власт у Београду, јер је редовне војске било врло мало. Они се нису понашали ни са самим Бећир-пашом с много обзира и скоро су га уцењивали тражећи да им он исплати најамнички дуг и од дахиског времена и за време после тога. Паша није имао новаца, а најмање око 250.000 гроша, колико су крџалије тражиле. Да би показали своју лојалност према султану и његовом изасланику Срби су исплатили тај дуг и скоро ослободили Бећира. Кад је у јесен 1804. напуштао Србију, паша је са извесним поверењем предао њима топове и муницију, да их пошаљу за њим у Босну, и устаници су и то учинили у пуном реду, мада је многима већ тада било јасно да од све те лојалности неће бити велике користи.

## Савети побуњеницима
Пријатељске услуге чинио је, у извесној мери, српској ствари влашки кнез Константин Ипсиланти, који је први известио Порту о покрету Срба и који је, у исто време, као руски пријатељ, извештавао и руску владу. Разумљиво је стога, што је Порта употребила у лето 1804. год. и њега, да утиче помирљиво на Србе. Слат је исто тако и један повереник цариградске патриаршије. Изасланик Ипсилантијев био је бојар Манолаки. Срби су њима обојици изјављивали да су верни султану и да ће радо примити сваког његова управника, али да треба уклонити услове створеног зла. Кад је у зиму Ипсилантијев изасланик дошао по други пут у Србију он се сам могао уверити, да султанова воља у Београду није поштована и да Гушанац и код новог паше Сулејмана држи сву власт. Срби су, природно, одбијали да слушају једног новог самовољника и тражили су повратак власти која доиста јемчи за ред. Почетком 1805. год. дошли су у Србију, и опет по налогу Порте, изасланици влашког и молдавског кнеза, да умире Србе. Ипсилантијеви људи саветовали су Србима поверљиво, да послушају руске савете и да упуте једну депутацију у Цариград, док су молдавски, у име султаново, тражили полагање оружја.

## Српска депутација у Цариграду
Српски депутати упућени за Цариград имали су да траже ово: своје народне старешине, које ће управљати народом и скупљати данак; да се из Србије иселе сви Турци војни чиновници, а Срби се обавезују да бране земљу и гоне бунтовнике; и да управник у Србији не буде Турчин. "Жељенога мира и реда ми никада нећемо имати ако би и даље остали војни чиновници турски." То је била права народна жеља, писмено утврђена 1. маја, која је могла бити, у поверењу, саопштена само руском претдтавнику и кнезу Ипсилантију. Друга, јавна, молба садржавала је жеље, да у Београд место војног изасланика дође мухасил, т.ј. високи финансијски чиновник; да Срби за 12 нахија изаберу 12 кнезова, који би добили царске берате. Врховни кнез становао би у Београду и био би веза између народа и царске власти. Тог врховног кнеза и нахиске кнезове бира народ. Данак би се давао непосредно султану, и то и харач и спахиске дажбине, тако да њихови људи не би више долазили у села. Јасно је, да су ово била два предлога; први максимални и други у тај мах минимални. Они су делимично прелазили оквир самоуправе из 1794. год. и могли су на Порти да изазову озбиљна разматрања.

## Хафиз-пашина погибија
На Порти се, услед разних вести и разних појава, мишљење о карактеру српског устанка почело постепено да мења. Извештаји с турских страна стали су наглашавати, како устаници проливају крв правоверних и како, потицани са стране, неће да се смире. Савети које је султан упућивао у Србију, преко цариградске патриаршије и суседних кнезова, нису имали жељеног успеха. На Порти нису хтели схватити, да саме речи нису могле смирити духове, кад је све друго ишло по старом. У Цариграду је нарочито изазивало незадовољство то, што су се за устанак почеле интересовати Аустрија и Русија и тим српском питању давале и преко праве намере, дипломатски карактер. Устанак из пашалука почео је да утиче и на Херцеговину и на нишки и пиротски крај. Стога су с Порте стали поручивати, да Срби приме што им се нуди и да се смире, или ће их султан већ знати натерати на послушност. Овај тон претње постајао је све чешћи. Како Бећир-паша све до краја маја није долазио на своју дужност очевидно свестан свих тешкоћа које, и поред све његове добре воље, не може савладати при приликама које су владале у Београду и при колебању Порте, у Цариграду су јуна 1805. за новог београдског везира поставили нишког Хафиз-пашу. Хафиз је имао глас енергична човека и противника Срба. Порта је његовим именовањем показала, упркос опомена руског посланика, да хоће према устаницима нови курс; отезања је било већ доста. Прекинула је стога даље разговоре са српским депутатима у Цариграду и упутила их непосредно на Хафиз-пашу. Порта је у свом ставу постала тако одлучна још и због тога, што су Срби до лета 1805. постигли још неколико тактичких војничких успеха, у жељи да се што боље обезбеде. Они су заузели и два важна града Карановац и Ужице.
Срби су на то решили да новог везира не приме и да му спрече пролазак за Београд. И скадарском Ибрахим-паши, који им је претио да ће поћи са 100.000 војске на Србе, ако се не покоре, они су одговорили пркосно да га чекају, само нек поведе што више коња и понесе што бољег оружја, да га остави у Србији. Кад је Хафиз-паша кренуо за Београд Срби су га, добро спремљени, сачекали и у борбама од 6-8. августа потпуно сузбили. Борбе су се водиле на граници Пашалука, око Параћина, и нарочито око Иванковца. У тим борбама и сам паша био је рањен, и од рана је доскора умро. То је био, после толико векова, први сукоб између Срба и представника султанове власти, прва велика битка српског устанка. Борбу је с успехом почео војвода Миленко Стојковић код Иванковца, а одлучио је Карађорђе. Она је сасвим изменила дотадашњи карактер српског покрета: то није више револт против насилника и њихових дела, него свестан и спремљен отпор против саме царске воље, а после изричних царских опомена. После овог није се више могло натраг.
Хафиз-пашин пораз изненадио је Порту. И смелост и снага устаника показале су се веће него што се тамо веровало. Сад је ту упорност требало сломити, и то пре него што би постала још више опасна. Стога већ у септембру почеше припреме за будућу велику офанзиву против Србије. Чак један азијатски паша пребачен је у Румелију да учествује у борбама. Пре свог одлучног корака Порта је, да умири Аустрију, 10. октобра понудила њеног посланика да бечки двор утиче на устанике, али да им изјави још сад: да после тога немају више чему да се надају ни од саме Аустрије. Понуда је, дакле, имала једну осетну, иако чисто дипломатску, жаоку прекора. Румелиски везир Ибрахим-паша доби наређење да нападне с југа, а босански валија, Сејиди Мустафа-паша, са запада. Шејхулислам издао је фетву, да би био велики грех не кренути у рат против одметника и помоћи "невољној браћи". Само што је у Турској лакше било издати заповест него је остварити. Због зиме припреме су ишле споро и нерационално; финансијска средства Царевине била су оскудна и неуредна; и тешкоћа је било не само због српског него и ради других питања. Намеравана офанзива отезала се много и ради других мера које је Порта обећавала предузети пре него што приступи тој крајњој.

## Срби више не плаћају данак
Срби су били свесни после Иванковца да им предстоји озбиљна борба. Они су стога крајем новембра 1805. решили на скупштини у мало пре тога ослобођеном Смедереву, да више не плаћају данак, него да свој новац употребе на ратну спрему. Ипак, из обзира према саветима Русије и Аустрије, и по препоруци свог пријатеља кнеза Ипсилантија, а и из дипломатске потребе да не поруше све мостове за собом, они су стално уверавали да су одани султану и да њихов отпор није уперен против законите власти. Тако су у својим молбама писали и у Цариград. Нема сумње, да је поред све одлучности било код устаника и нешто страха, када су чули за велика турска спремања, и да би они, ипак, волели ствар свршити некако лепим, него газити у борбу против далеко веће силе. Стога су они и молили, и у Петрограду и у Бечу, да се Русија и Аустрија заузму код Порте за њих и да, можда, једна комисија састављена од турских, руских и аустријских представника испита узроке метежима и нађе решења. У другој једној молби, упућеној руској влади, Срби су молили руску војну помоћ, у људству и топовима, и под вођством једног руског великог кнеза. Неколико пукова са Србима у заједници створили би од српског устанка један велики покрет и прави еп и постигли би несумњиве успехе.

## Ширење устанка
Срби су били свесни после Иванковца да им предстоји озбиљна борба па су крајем новембра 1805. решили на скупштини у мало пре тога ослобођеном Смедереву, да више не плаћају данак, него да свој новац употребе на ратну спрему. Ипак, из обзира према саветима Русије и Аустрије, и по препоруци свог пријатеља кнеза Ипсилантија, а и из дипломатске потребе да не поруше све мостове за собом, они су стално уверавали да су одани султану и да њихов отпор није уперен против законите власти. Тако су у својим молбама писали и у Цариград. Нема сумње, да је поред све одлучности било код устаника и нешто страха, када су чули за велика турска спремања, и да би они, ипак, волели ствар свршити некако лепим, него газити у борбу против далеко веће силе. Стога су они и молили, и у Петрограду и у Бечу, да се Русија и Аустрија заузму код Порте за њих и да, можда, једна комисија састављена од турских, руских и аустријских представника испита узроке метежима и нађе решења. У другој једној молби, упућеној руској влади, Срби су молили руску војну помоћ, у људству и топовима, и под вођством једног руског великог кнеза. Неколико пукова са Србима у заједници створили би од српског устанка један велики покрет и прави еп и постигли би несумњиве успехе.

## Француска постаје највећа европска сила
Осетан преокрет догодио се у то време и у европском односу сила. Русија и Аустрија претрпеле су крајем 1805. год. тежак пораз код Аустерлица у борби с Наполеоном. Аустрија је после тог пораза била потиснута из Немачке, у којој је све замирало из страха од Француза. Бечкој влади није могло бити свеједно да изгуби утицај и на Балкану. На Порти се већ почео осећати известан француски ветар и бечка влада, ма колико се трудила да га ослаби, баш ради њега није могла да скроз напусти српско питање. Почетком 1806. год. послата је у Беч једна депутација са протом Матијом на челу, а у исто време Срби су поново молили султана да их не напада, јер њихов устанак није настао из обести и непокорности, него од тешког зулума. У Русији на српско се питање гледало у овај мах с пуно пажње. Принц Чарториски говорио је аустријском посланику отворено да Србе не треба напустити, већ због тога да се омету Наполеонове сплетке, и да им треба дати оружја, џебане и других потреба. Опасност од Наполеонова утицаја увиђала се и у Бечу. По Пожунском Миру, закљученом 14. (26.) децембра 1805. год. између Француске и Аустрије, бечка влада морала је уступити Французима целу Далмацију с Боком. Ови су тако закорачили на Балкан још непосредније него раније и дошли су у непосредну близину Црне Горе и осталих српских области. Њихов утицај на Србе, позитиван или негативан, могао се очекивати са извесном сигурношћу. Бечка влада није хтела да се замери Порти узимајући Србе у отворену заштиту, али да не би одбила Србе пристајала је, ипак, да посредује за њих. То је изрично речено српској депутацији, али им је уједно одбијена војничка помоћ, коју су нарочито тражили. Бечка је влада ипак пристала да упути суседним пашама писма, молећи их да не журе с непријатељствима, пошто би се ствари могле уредити на леп начин. Сам цар Франц обратио се писмом султану 28. фебруара (12. марта) нудећи своје посредништво. Али те понуде нису примљене. Аустријски глас у Цариграду, исто као и руски, наилазио је у Цариграду, после Аустерлица, на много мање обзира него раније. На Порти се тражило ни мање ни више него да се Срби покоре "с конопцем о врату". Султан је био незадовољан тим посредовањем; на двору се налазило да је то непотребно мешање у турске унутрашње ствари. Султан Селим, одговарајући цару, говорио је да је он за три године дао доста доказа о својој доброј вољи и стрпљивости, и да ће сад његова војска довести ствари у ред. Није у том правцу боље прошао ни сличан руски корак. Турска је у исто време изјавила наду француском представнику, да Наполеон неће примити под своју заштиту српске бунтовнике, ако му се ови буду случајно обратили. Наполеон је употребио ту прилику да искали своју љутњу на Русију и да је у Цариграду представи као непријатеља, који помаже Србе с планом да би што више оштетио Турке. У српском питању Наполеон је тада потпуно примао гледиште Порте. Самом султану он је писао 8. (20.) јуна 1806, да против Срба треба употребити "најаче мере".

## Српска освајања
Да би турски напад могли дочекати што спремнији и на што бољим положајима Срби су од почетка 1806, поред свих молби и представки, почели и са војничким радњама. Они су узели Порез и освојили Неготин на истоку; посели су Параћин, Ражањ, Алексинац, Крушевац, а њихове чете продрле су до Студенице на једној и у Топлицу на другој страни. У новоосвојеном Поморављу аустријски капетан Вуча Жикић, родом из Маврова, који се истакао већ за Кочине Крајине, прешавши у Србију, подигао је читав низ пољских утврђења између Ражња и Алексинца, која су добила име Делиград.
Најтежи положај имала је 1806. год. Мачва. Турци су већ крајем 1805. год. били искупили око Дрине преко 20.000 војника. Од почетка 1806. год. учестали су турски напади. Робљена су и паљена многа села. Тако је пред Ђурђев-дан упао Кулин капетан у јадарско село Добрић, па је у њему побио 74 човека, а одвео на 300 глава робља, већином женског. С великим напором својим и својих људи откупио је и ослободио то робље Иво Кнежевић, кнез босанске Семберије. Од страха доста људи беше клонуло духом и признало рајалук. Поједини јуначки подвизи, као Стојана Чупића и његових другова у борби на Салашу, нису могли много изменити општи положај. Карађорђеви позиви владици Петру I, да се придружи србијанском покрету, остали су узалудни; под руским притиском, а и из локалних својих интереса, владика је у ово време сву пажњу обратио Французима и њиховом поседању Далмације и Боке. Снабдевање Срба оружјем и муницијом ишло је врло тешко, јер се Аустрија устручавала да им то дотура макар посредно и кришом, да се не би замерила Турцима. Јер ови су јој и службено пребацивали, да шаље Србима не само џебану и оружје, него и топове, и официре, па чак и редовну војску. Разумљиво је стога, што се, и поред свих успеха, међу Србима помишљало поново на то, да се тражи помирљив излаз. По договору са старешинама упутио је Карађорђе 1. јула Петра Ичка да на Порти покуша склопити споразум. Срби су пристајали, да плаћају данак отсеком, да приме царског мухасила, а да се јањичари и зликовци истерају из земље. Срби би бранили земљу и вршили у њој, по султановим наредбама све јавне послове. Срби су се вратили на свој минимални програм заплашени турском силом која се спремала на њих, а видећи да не само Аустрија него ни Русија неће да учине за њих ништа стварније и ништа војнички непосредније.
Али пре него што је Ичко стигао у Цариград и почео преговоре турска војска је прешла у напад. И то са три стране: од Видина, Ниша и са Дрине. Видинску војску сузбио је код Пореча 24. јуна Миленко Стојковић. На западном фронту преузео је заповедништво сам Карађорђе. На Мишару, 1. августа, са силним замахом, српска војска сатрла је ордију Кулин капетана и однела најславнију и највећу победу Првог Устанка. Нишка војска разбила се о делиградске положаје, које је вешто бранио Петар Добрњац и коме је, после успеха код Мишара, дошао у помоћ Карађорђе. После трећег узалудног јуриша од 27. августа Турци су сами понудили примирје, које је склопљено 2. септембра. Сам Халил ага Гушанац писао је после тога Карађорђу: "Твоје су победе заиста необичне и дивне, и то је заиста једини пример да је раја победила војске мојега султана и господара".

## Примање српских захтева
У Цариграду, стојећи пред новим спољашњим заплетима, борећи се са доста финансијских и унутрашњих тешкоћа, беху склони на преговоре. На нову војну експедицију, после неуспеха ове прве, није се могло одлучити брзо ни лако. Ичко је зато у престоници постигао позитивне резултате. Већ око 10. септембра стигао је у Србију са обавештењима да је Порта начелно примила српске захтеве. За њим је, са свечаном пратњом, стигао 25. септембра у Смедерево и мухасил Хасан-ага. Али, он није донео собом обећани царски ферман, јер је био послан, тобоже, за румелиским беглер-бегом. Мухасил је усмено изложио, да Срби имају плаћати данак њему, да у градовима остану турске посаде, а остале послове у земљи да воде Срби сами. Гушанац је са крџалијама имао напустити Београд, а јањичари и други Турци могли су остати једино ако буду живели од неке своје привредне зараде. Кад мухасил није дошао с обећаним ферманом Срби почеше да сумњају да је по среди нека вешта подвала. Ни Карађорђе му није веровао, иако је, чини се, Порта пристајала да га призна као баш-кнеза у Србији. Мухасилове усмене поруке није хтео да прими ни Гушанац, па се ствар заплела била још више. Срби ипак нису прекинули преговоре, него су упутили поново у Цариград једну депутацију, и опет с Петром Ичком, да изведе ствар на чисто. А дотле нису хтели да одложе оружја, него прегоше свом снагом да узму Београд и да Гушанца силом уклоне одатле. Босански везир, по наредби Порте, поручио је сам Гушанцу да изиђе из града, а устаницима је поручио султанову жељу да се умире и приме оно што је уговорено и да нарочито силом не ударају на Београд. Али Срби нису то послушали. Хтели су да то питање пресеку кратким путем, а да уједно покажу и своју вредност.

## Српски повољни положај
Круна свих њихових војничких успеха било је освајање Београда. Аустријска војска сматрала је као велике успехе, кад је под принцем Евгенијем и Лаудоном, могла у два маха, у XVIII веку, да освоји тај град, који је важио као једна од највећих турских тврђава. Готово голорука раја, са врло мало оружја и скоро без имало артиљерије, успела је да, под Вождовим заповедништвом, јуришем освоји, 30. новембра, најпре варош, а потом, 27. децембра, и саму тврђаву. И овом приликом Карађорђе се трудио да одржи гвоздену дисциплину. Неколико насилника, који су били ухваћени на делу, он је дао побити и рашчеречене обесити.
Крајем 1806. године српски положај је постао и дипломатски доста повољан. Турска је, по француском наговору, без питања и пристанка Русије, нашто је била уговорима обвезана, збацила кнежеве Влашке и Молдавске. Руска је војска на то ушла у обе кнежевине, а Порта је 12. децембра објавила прекид дипломатских веза и рат. Због тога сукоба Србима је обраћена пажња са обе стране: од Руса да их придобију на своју страну као савезнике, а од Турака да их избегну као противнике.
До тога часа Србија је била једна обична побуњена турска покрајина, којој су пријатељи давали лепе савете и сажаљиве прилоге, а на коју су у Цариграду гледали с извесним ниподаштавањем. Од 1806. год. и освајања Београда српско питање је добило нови значај. Срби су одједном постали политички чинилац с којим озбиљно рачунају у свом сукобу и Русија и Турска, и на чије се акције обраћала пажња, понекад изузетна, не само у Бечу, него и у Паризу. Од балканских народа до почетка XIX века у Европи се највише знало и рачунало с Грцима; од 1804. год. место њих на први план ступају Срби. Они су први дигли заставу устанка и после много векова ставили на дневни ред не само ослобођење балканских хришћана, него и стварање нових хришћанских држава у том делу Европе.

## Француски продор на Балкан
Кад је Аустрија миром у Пожуну морала вратити Французима тек пре осам година добијену Далмацију било је јасно, да та промена неће проћи без извесних криза. Католички елеменат Далмације био је веома конзервативан и одан цркви, нарочито његов тежачки део. Његово незадовољство с револуционарним тежњама француских активиста и пријатеља било је искрено и дубоко, а политички се изражавало у симпатијама за Аустрију и њено "апостолско" величанство. Код православних непријатељство није било много мање. Довољно је било већ то, што се Русија налазила у савезу с непријатељима Француске и што је своје пријатеље на Приморју, а особито Црну Гору, поравнала у свој фронт. Архимандрит Герасим Зелић тврдио је, да "клер и вооптште народ једне и друге цркве нигда није био задовољан владањем и законима францускијем," иако је "милитар француски био посве политичан, учтив и добар, тако, да се нико на њи потужити није могао, да су коме једно јаје украли или коју штету учинили".
Са Далмацијом заједно имала се уступити Французима и Бока Которска. Стање у тој покрајини, и поред аустро-руског савеза, било је веома запето. Између Црногораца и Аустријанаца никако нису могли да се створе односи правог поверења. Аустријске власти кривиле су за то не само владику и његове људе, него и руске представнике у Црној Гори. Аустрија је склопила с Наполеоном сепаратни мир, а Русија је, са Енглеском, остала и даље у рату с Французима. Разумљиво је зато, што се с тим у вези поставило и питање Боке: хоће ли је Аустрија предати, према уговору, Французима или дојучерашњим савезницима. У Црној Гори налазио се од марта 1805. руски државни саветник Стеван Санковски, који је скоро водио црногорску државну политику и који није био сматран као пријатељ Аустрије. Он је сам тражио од локалних власти у Боки, да се не предају Французима и позвао је руско бродовље из јонских вода да што пре стигне у те крајеве. Руска флота стигла је у Боку 16. фебруара 1806, а Црногорци су сишли са планина у приморје. Аустријски комесар предао је потом градове Русима, а руске лађе превеле су аустријске посаде у Трст и на Ријеку. Да су Французи оштро протестовали против тога разуме се само по себи. Аустрија се, међу осталим, бранила нарочито тим, да Французи сами нису дошли да приме Боку у времену које је било уговором предвиђено и да они нису могли, после тог рока и тражења Русије, да се излажу евентуалној борби за подручје за које више немају никакве обавезе. Власт у Боки примио је за грађанске послове Санковски, а за војне адмирал Сењавин. Према томе, и правно и стварно Бока је припала Русима.
Овом приликом страдала је и Дубровачка република. Француска војска није могла доћи у Боку морем, јер је њена флота била далеко слабија од уједињене енглеске и руске. Пут преко турског подручја био је заобилазан, врло тежак и не без опасности; сем тога, да би се он употребљавао требало је одобрење турске владе, на које се, у најбољем случају, морало чекати више недеља, ако би се уопште добило. Стога се француским војницима и дипломатама учинило као много згодније да за пролаз употребе дубровачко подручје, преко кога је водио најкраћи и најбољи пут. Француски заповедник Лористон обратио се дубровачкој влади за дозволу. Дискусија у Републици била је о том бурна. У граду је било доста лица, која су увиђала опасност од тога ако Република напусти своју стару политику неутралности, али их је, исто тако, било доста, који су симпатисали са идејама нове Француске и који су од раније носили име Сорбонеза. Превладала је ова друга група, нешто начелно, нешто из страха да би Французи могли употребити силу, а нешто из уверења да је то само пролазна мера. Одлука би се, вероватно отезала мало дуже, да и руска команда није затражила од Републике, да се у град пусти руска војска, која би задржала Французе. У тој дилеми за католички Дубровник решење је испало по жељи Сорбонеза. Превладао је верски и тобоже слободоумни елеменат над племенским. Сем тога, у Дубровнику је било страха, да за Русима не дођу Црногорци, који су у граду Св. Влаха већ два-три столећа били озлоглашени као рђави суседи и са којима је, у ово време, било неприлика и у Боки. Тако је мала Република донела одлуку, која је постала кобна за њену слободу. Снажно и дубоко осећана сцена Ива Војновића Allons enfants верно приказује те последње дане дубровачке слободе и духовне кризе њене властеле. У граду се одлука правдала тиме, да Французи само "проходу"; у ствари брзо се видело, да они "доходу" и да остају. Лористон је са 1.500 војника стигао пред град 13. (25.) маја 1806. Чим су ушли у град Французи одмах истакоше поред дубровачке и своју заставу и почеше да се утврђују. Брзо потом дошло је до напада савезника на дубровачко подручје и сам Дубровник. Први сукоб између Француза и једне здружене чете Црногораца и Ришњана био је 18. маја код Трстиковца. Помагани од руске флоте Црногорци и Руси почели су потом борбе у Конавлима и по Жупи, па су опсели и сам Дубровник. С Французима су се заједно борили и становници нападнутих жупа. Црногорци су попалили мноштво кућа (660), оштетили су водовод, и на самим Плочама нанели много штете. У борбама је учествовао и сам владика Петар. Руси и Црногорци заузели су били и цео крај око Гружа и све подручје до Пила. Дубровчани су били спремни да капитулирају, али им то нису дали Французи. Посредовали су и Турци, оглашавајући Дубровник као своје вазално подручје, али је то посредовање одбијено, пошто се борба не води против самог града, него против Француза у њему. Скоро у последњи час дошао је у помоћ Дубровнику 23. јуна генерал Молитор са новом француском војском. Црногорци и Руси бише потиснути до иза Цавтата. Иза тога стиже и маршал Мармон, који ће постати "војвода дубровачки". Једно време, кад су почели преговори о миру између Руса и Француза, веровало се, да ће се и ово питање Боке и Дубровника скинути с дневног реда. Али кад се разбише Мармон доби наредбу не само да поседне Боку, него да уће и у Црну Гору. За то време пошло је за руком аустријској дипломатији да изради у Петрограду да се Бока формално уступи поново њој, како би је она вратила Французима. Цар Александар I пристао је на то и изјављивао, да су његови људи у Боки учинили то без претходног одобрења, али се из свега јасно види да то они нису учинили на своју руку и да су за тај корак имали подршке код извесних меродавних кругова у Петрограду. После прекинутих преговора с Французима Руси нису хтели истакнути ни то тражење Аустрије и наставили су рат и на нашем приморју. Руси више нису прелазили у офанзиву, а и Французи су се, после неуспеха код Суторине (21. септембра) повукли на стару дубровачку границу.
Руска флота, на којој се налазило неколико стотина изабраних Црногораца, који нису били морнари него ратници за копнене подвиге, заузела је у Јадранском Мору Корчулу и Брач, истеравши са њих француске посаде. Међутим, освајање Ластова није им успело. Исто тако није донело жељених успеха ни покушај, изведен 1807. год., да се изазове већи устанак у далматинским Пољицама.

## Француски утицај на Порти
У току 1806. год. знатно се појачао француски утицај на Порти. Да би против Русије имала још једног помагача француска влада је истински желела да Турска ојача и да, ојачана, предузме енергичнију политику према петроградском кабинету. Стога је Наполеон био противник српских устаника, који су подривали снагу Царевине, и саветовао Порти да их што пре силом уразуми. У мају 1806. упућен је био у Цариград генерал Себастиани са посебном мисијом. Имао је да помути односе између Турске и Русије. У исто време да утиче на Порти да сломије отпор Срба и Црногораца, које помаже Русија. С француске стране чак је понуђена и помоћ за ту акцију. Султановом изасланику, Мухиб ефендији, који је донео у Париз признање Наполеонове царске титуле и богате дарове, нови цар је казао, "да све што се деси срећно или несрећно Турцима биће срећно или несрећно за Француску." Кад је Себастиани пролазио кроз Букурешт тражио је од кнеза Ипсилантија да прихвати француско гледиште, да се одвоји од Русије и да утиче на Србе да се покоре. Ако то не учине и Србе и Црногорце снаћи ће тешка судбина; Французи би против њих употребили своју војску из Далмације. Иначе, ако се покоре, били би вољни да јемче за њихову сигурност. На Црногорце је био нарочито љут. "Цар се зарекао да истреби овај народ", говорио је његов генерал.
Кад је Себастиани стигао у Цариград није му требало изузетних напора да придобије Порту против Русије. Француски војни успеси дигли су углед Француске у великој мери, а стара мржња против руске политике, која се на више фронтова сукобљавала са Турцима, оживела је поново. Под Себастијановим утицајем Турци су, мимо одредба уговора, сменили влашког и молдавског кнеза као руске пријатеље већ у августу месецу, десетак дана после доласка француског изасланика. Кад руски протест није одмах успео ушла је руска војска, под заповедништвом генерала Михељеона, у Молдавску и потом у Влашку. Српско питање добило је с тим у вези изузетан значај и за једну и за другу страну. Руски кругови гледали су у Србима природне савезнике, а Турци су настојали да бар с те стране избегну непријатне диверзије. и код француских дипломата расправљало се тих дана често и много о Србима, нарочито после пада Београда који им је кварио извесне планове. Неки њихови, врло озбиљни, политички и војни чиниоци предлагали су, да се против Срба упути један одред војске преко Босне, како би Турци могли с више сигурности примити борбе с Турцима на дунавској линији. Међу Русима је опет било планова, да се један део руске војске преко Санџака и побуњене Херцеговине, а у вези с Црном Гором, упути против француза у Далмацији.

## Избијање новог рата са Русијом
Формални рат између Русије и Турске објављен је 18. децембра 1806. У тај мах налазио се у Цариграду као српски изасланик Петар Ичко. Порта је пристала да му потврди још једном све оно, што је било обећано у лето те године, а он је обећавао да ће Срби вратити Београд. Сад је, међутим, све то било касно. Да је ствар била искрено уређена у септембру можда се српско питање и могло некако смирити, али после онаквих српских успеха и у новој политичкој ситуацији то Србе није могло задовољити. Кад су били стављени пред питање да се одлуче за мир с Турцима или за даљу борбу заједно с Русима Срби нису дуго чекали. Они су били за Русе, и у заједници с њима за потпуно ослобођење.
Руси су упутили Србима већ крајем 1806. год. извесне суме новца за набавку муниције и потребних ствари, а 11. јануара 1807. обратио им се генерал Михељеон са посебним прогласом, позивајући их на сарадњу. Он је предлагао да Срби пођу и освоје Видин, очевидно с намером да појачају тамо десно крило руске војске. "Народ српски достојан је бити народом, коме је стидно да плаћа данак Турцима. Није ли боље употребити те новце, које би за данак давали на своје потребе народа и на своје ослобођење од ропства." Карађорђу је сам цар Александар послао на поклон драгоцену сабљу.
Срби и Руси били су лако сложни у том, да се ваља борити против Турака, али тактички план био им је сасвим различан. Срби су се надали да ће руска војска доћи међу њих, па да заједнички прошире тековине и развију дело ослобођења; а Руси су опет мислили да њима Срби олакшају посао на Дунаву.
Надвојвода Карло, брат аустријског цара и познати војни стручњак, предлагао је одмах, по заузећу Београда, да тај град поседну Аустријанци, како би предухитрили Русе. Из обзира према Наполеону тај предлог није усвојен, али је код Аустријанаца, иза ових ужих српско-руских веза, остала стално велика мера неповерења и према Србима и према руским плановима на Балкану.
Увод у нова непријатељства с Турцима била је погибија везира београдског Сулејман-паше. Кара-ђорђе и друге вође тражиле су од њега да напусти Београд пошто су ухватили његова писма, којима је позивао у помоћ суседне пашалуке. Кад је он 23. фебруара кренуо из града убили су га Срби близу Миријева, а онда су почели са покољима и других Турака по Београду и осталим местима. Тај покољ, суров и с пуно ружних сцена, онемогућио је сваку даљу сарадњу с Турцима, иако је Порта за то време, на наваљивање дипломатских представника Француске и Аустрије, које су желеле да тим одвоје Србе од Руса, била пристала на неке веће уступке. Срби су се потпуно определили за Русе. "Ви нас позивате у савез и заједничко војевање против насилнога тиранина имена хришћанског, што смо од вас увек желели и од свеблагог Творца молили: да се ви приближите нама... Ми ћемо се постарати да испунимо ваше паметне савете, и нећемо поштедети крви наше за славу Славена." У седници српског Управног Савета, његов председник, кнез Сима Марковић дао је 19. марта судбоносну изјаву, да Србија сматра себе као независну државу. То је био једини могући одговор на турски захтев, да им Срби упуте у помоћ против Руса 20.000 својих војника. У марту вратио се из Цариграда и Петар Ичко, који је донео вести, да Енглези врше блокаду Цариграда и да пад престонице није далеко. У случају капитулације Цариграда, тврдио је он, знало се сигурно да је предвиђена и независност Србије од Порте. И та тако пријатна вест утицала је свакако на расположења устаника.

## Унутрашњи сукоби у Србији
Кад је Карађорђе изабран у Орашцу за вођа на њ се у првом реду мислило као на човека прегаоца и храброг војника и као на вођу Шумадије. Његова активност и успеси донеше му, природно, опште признање и власт над целом побуњеном земљом. Његово име прочу се брзо скоро у читавој Европи, а српски свет гледао је у њему носиоца целог покрета. Није само Кулинова када мислила и говорила да је с њим све почело ("Црни Ђорђе, да те Бог убије! Откако си ти закрајинио."). Његов углед и његов положај почео је да изазива љубомору других вођа. Међу првима у породици Ненадовића. Кнез Алекса био је један од највиђенијих Срба свога времена и једна од првих жртава дахијског режима. Његов брат Јаков сматрао се првим човеком западне Србије; у неким актима потписивао се "други командант" и налазио се обично на разним актима као други потписник уз Карађорђа. У његовој кући на Карађорђев успех гледало се попреко. Исто тако, али са мање права, гледале су на Карађорђа и друге неке војводе. Вук Караџић речито описује те односе: "Јаков, покоривши Ужице и одметнувши наију Сокоску, назове се заповедником наије Ваљевске, Шабачке, Ужичке и Сокоске, и јавно стане Кара-Ђорђију поручивати да му, као старешина, не прелази горе преко Колубаре; Миленко и Петар (Добрњац), особито после боја на Иванковцу, постану доле преко Мораве самовољни господари; Милан Обреновић, удруживши се са Јаковом и угледавши се на њ, осим наије Рудничке притисне готово и Пожешку под своју власт; Катић, Чарапић и Ђуша (Вулићевић) изиђу још на већи глас које наново показаним јунаштвом у различним бојевима са Турцима, које договарајући се око Београда у различним догађајима, и сваки је у својој наији управљао и заповедао по својој вољи. К овоме још кад се узме да су ове све старешине, као и њихове мање четобаше, биле само војнички управитељи, а за приватне распре и судове по селима да није било никакве одређене признате власти, онда се слободно може рећи да је на сваком месту био онај старији који је био јачи." Када су проту Матију упитали у Петрограду ко им је старешина у Србији, он је одговорио, "да немају никаквог једног старешине, него да нахије имају своје старешине, које се између себе договарају и савјетују." Према томе, Србија би била нека врста нахиске савезне државе. Поменуте војводе би несумњиво такво стање највише и волеле.
Карађорђе, плаховит и прек, постигавши толике успехе, није мирно давао да му се оспорава вођство. Он је при избору довољно подвукао незгодне стране свога темперамента, и кад му је народ, и поред тога, поверио судбину у руке, у најтежем часу, кад није било нимало јасно како ће да испадне читав покрет, онда је разумљиво да он тај положај неће да упушта сада кад је ствар успела и кад је до тога дошло у многом правцу неоспорно његовом одлучношћу и активношћу.

## Српски совјет
Прота Матија вратио се био из Русије са планом, да се оснује једно управно тело, "совјет", које би имало да колико-толико уреди администрацију земље и да ограничи самовољу вођа. Протин стриц Јаков и друге неке војводе виделе су у том погодно средство да се ограничи Карађорђева власт. Карађорђе је, опет, видећи да предлог долази од Ненадовића, мислио да се иза тога нешто крије и прихватио је предлог са резервом. Није хтео да тим поводом иде на заказани састанак у манастир у Боговађу, у област Ненадовића, него је заказао договор у селу Борку, у београдској нахији. Ту, у присуству и осталих поглавица, би закључено да се оснује "Правитељствујушчи Совјет Сербски", у који је свака нахија имала да пошаље по једног представника. Седиште тог Совјета померало се више пута, док се није скрасило у Смедереву и Београду. Председник тог тела постаде његов покретач, прота Матија.
Али, док су се лако сложили у том да се Совјет оснује, тешко је ишло с одређивањем његове праве функције. Прота Матија је мислио да то буде највећа власт у земљи, која би издавала заповести и самим поглавицама; војводе су хтеле да Совјет скучи самог Вожда; а Карађорђе је мислио да ће то бити нека врста меџлиза за решавање спорова приватно-правне природе, који је у земљи свакако потребан. Када је Совјет покушао да прошири своју власт, управо да постане оно што је прота желео, Карађорђе осети о чему се ради и поче претити. Опколивши са својим момцима кућу у Смедереву, у којој је Совјет заседао, напери кроз прозоре пушке и позва их све да изиђу напоље: "Ласно је у врућој соби уређивати и заповиједати; него да вас видим сјутра у пољу, кад Турци ударе." Он се позивао на своје заслуге, и чисто хајдучки, са пушком у руци, натерао је Совјет да сагне главу и остане у улози коју му је он наменио. Одвише прек, он је оставио злу крв. Јер, ако су присутни чланови и попустили пред запетим пушкама, то још није значило да су одустали од својих захтева и да их првом бољом приликом неће поновити. А што је још горе, иза те сцене остала је једна жаока понижења и увреде, која у нашој раси страсти никад не остаје заборављена и неосвећена.
Сукоби су се заоштрили нарочито за време ове руско-српске сарадње. Војнички, та сарадња није испунила ни из далека оне наде које су Срби у њу полагали. Главна снага руске војске била је заузета тешким борбама са Наполеоном и њена акција на Балкану била је, услед тога, сасвим споредног значаја. Срби су, необавештени довољно о европском стању, тумачили руску уздржљивост, после првих ватрених позива, млакошћу и злом вољом њихових заповедника. Карађорђе, као импулзиван човек али и као човек који је имао реалан поглед на ствари, није могао да сакрије своје незадовољство. Он је отворено поручио генералу Исајеву, који је заповедао крајњим десним крилом руским, како је руска неактивност довела Србе у врло тежак положај. Због руских позива Србија је одбила турске понуде о споразуму, које су биле повољне и омогућавале јој мир; због Русије Србија је навукла на се и мржњу аустријског двора, који је потпуно затворио границу и лишио српску војску и народ сваке могућности довоза хране и муниције. Тај став Карађорђев погрешно се узимао као непријатељство према Русима; он је потицао из забринутости човека на врху државе, који се почео бојати да би се неактивни савез могао обрнути на штету земље. Али то је било довољно, да сви Карађорђеви противници огласе себе као чисте русофиле и да му почну правити тешкоће и у тим питањима.
На Карађорђа су, доиста, много утицали тајни и јавни пријатељи Аустрије. И он је сам одувек говорио, да са Аустријом треба бити добро, јер од њене добре воље зависи српско снабдевање муницијом и храном. У души и он је можда више волео Русију, али непосредна корист од ње, у то време, била је веома релативна. Сем тога, за сваки српски корак или потез аустријске власти обраћале су се њему и чиниле приговоре. Друге војводе, као мање или нимало одговорне, имале су много лакши положај.

## Сукоби са Црногорцима и Херцеговцима
Почетком 1807. год. изгледало је да ће доћи и до толико жељене сарадње између Србије, Црне Горе и Херцеговине. Кад је већ почео руско-турски рат нису могли ни руски емисари у Црној Гори задржавати народ да не уђе у борбу против Турака, иако се због Француза није могла на то кренути сва народна снага. С Црногорцима и побуњеним Херцеговцима сарађивали су и мањи одреди руских трупа. У априлу они су продрли до Никшића и опсели тај град. Већ су били почели преговори о предаји никшићке тврђаве кад изненада Црногорци напустише своје положаје, не зна се још тачно из којих разлога. Устаници с Русима повукоше се тад према Грахову и покушаше да освоје Клобук и Требиње. Али су љуто настрадали код клобучког града, кад су Турцима стигла јака појачања. На страни Турака учествовало је и нешто војника француских из Дубровника и околине.

## Нови рат са Србијом
Срби су у Србији одмах од пролећа 1807. год. отпочели борбе на источној страни. Водио их је Миленко Стојковић, човек и чврст и искусан. Борбе су се развијале око Неготина, али су поједине српске чете допирале све до Видина. Једно време Турци су, с већом силом, били опколили Миленка на положајима између Штубика и Малајнице, али се он храбро одржао док му нису стигли у помоћ, потиснувши Турке, најпре Карађорђе, а потом руски генерал Исајев. Одлучни пораз Турака догодио се 19. јуна. Нарочито се прославио те године у борбама по Црној Реци Хајдук Вељко Петровић, који је постао један између најпопуларнијих јунака Првог Устанка. Тешких борби било је на Делиграду, где је смртно рањен, лицем на Велики Петак, оснивач тога града Вуча Жикић; а борило се, исто тако, и на линији Дрине, где су Турци били у надмоћности, али без праве активности.

## Незадовољство у Босни и Херцеговини
Међу муслиманима Босне и Херцеговине владало је велико неповерење према Французима. Памтио се Наполеонов упад у Египат и људи су се бојали неке преваре. У толико више што је инициатива да Французи преко Босне иду на Дунав долазила стално с њихове стране и што су се њихови официри и људи били размилели по граници и по земљи. Неповерење муслимана у ђауре није се дало поколебати, макар они приступали и са најпријатнијим лицем. Због страха од њих извесни локални капетани и вођи нису хтели да остављају кућу и иду у војску.

## Пад с власти и смрт
Стога је сарадња Селима III са Французима стала султана главе и престола. Осећајући да сопственом снагом не може смирити земље и водити успешан рат са Русима, султан је показивао отворену жељу, да замоли француско војничко посредовање. Незадовољна улема и маса, с нешто дворских лица, свргнула је 15. маја Селима с престола и довела на њега Мустафу IV. 28/29. јула 1808. године Селим је био убијен, јер су га јањичари мрзели као свог највећег душманина.

## Породично стабло
|  |                              |  |  |  |  |  |  |  |  |  |  |  |  |  |  |  |
|  | 2. Мустафа III               |  |  |  |  |  |  |  |  |  |  |  |  |  |  |  |
|  |                              |  |  |  |  |  |  |  |  |  |  |  |  |  |  |  |
|  |                              |  |  |  |  |  |  |  |  |  |  |  |  |  |  |  |
|  | 1. Селим III                 |  |  |  |  |  |  |  |  |  |  |  |  |  |  |  |
|  |                              |  |  |  |  |  |  |  |  |  |  |  |  |  |  |  |
|  |                              |  |  |  |  |  |  |  |  |  |  |  |  |  |  |  |
|  | 3. Михришах валиде султанија |  |  |  |  |  |  |  |  |  |  |  |  |  |  |  |
|  |                              |  |  |  |  |  |  |  |  |  |  |  |  |  |  |  |
|  |                              |  |  |  |  |  |  |  |  |  |  |  |  |  |  |  |